# Liste von Kirchenliedern
Dies ist eine Liste von Kirchenliedern in alphabetischer Reihenfolge mit Verweisen zu den Komponisten (K) und den Dichtern (D).

## Liste

### A
- Abend ward, bald kommt die Nacht, Text: Rudolf Alexander Schröder, 1942, Melodie: Samuel Rothenberg, 1948
- Abraham, Abraham, verlass dein Land, Text: Diethard Zils nach dem niederländischen „Abraham, Abraham, verlaat je Land“ von Hanna Lam, 1968, Melodie: Wim ter Burg, 1968
- Ach bleib bei uns, Herr Jesu Christ, Text: Nürnberg 1611; Str. 1 1579 nach „Vespera iam venit“ von Philipp Melanchthon 1551; Str. 2–7 Nikolaus Selnecker (vor 1572) 1578, Melodie: „Erhalt uns, Herr, bei deinem Wort“, Martin Luther 1543
- Ach bleib mit deiner Gnade, Text: Josua Stegmann, 1627, Melodie: „Christus, der ist mein Leben“, Melchior Vulpius, 1609
- Ach Gott, es hat mich ganz verderbt, Laurentius Laurentii, 1660–1722
- Ach Gott und Herr, wie groß und schwer, Text: Martin Rutilius (1604) 1613, Melodie: Leipzig, 1625
- Ach Gott, verlaß mich nicht, Salomo Franck, 1714, Melodie: aus „Neuvermehrtes Gesangbuch“, Meiningen 1693
- Ach Gott, vom Himmel sieh darein, Text und Melodie: Martin Luther, 1524
- Ach lieber Herre Jesu Christ, der du ein Kindlein worden bist, Text: Johannes Freder, (um 1555) 1565, Melodie: bei Johannes Eccard, 1597
- Ach lieber Herre Jesu Christ, weil du ein Kind gewesen bist, Text: nach Heinrich Laufenberg, 1430, Melodie: Straßburg, 1430
- Ach mein Jesu, welch Verderben, Ludwig Andreas Gotter, 1661–1735, Melodie: „Herr, ich habe mißgehandelt“, Johann Crüger, 1649
- Ach was sind wir ohne Jesum, Peter Lackmann, 1713?, Melodie: „Herr, ich habe mißgehandelt“, Johann Crüger, 1649
- Ach wie flüchtig, ach wie nichtig, Text und Melodie: Michael Franck, 1652
- Ach, wie groß ist deine Gnade, Johannes Olearius, 1671, Melodie: „Ach, was soll ich Sünder machen“, aus „Hirtenlieder“, Altdorf, 1653
- Adoramus te. Domine, Text: Taizé, 1978, Melodie: Jacques Berthier, 1978
- Alle meine Quellen entspringen in dir, Text und Melodie: Leonore Heinzl
- Alle Menschen höret auf dies neue Lied, Text: Simon Jelsma 1966, deutsch: Sigisbert Kraft 1973, Melodie: Wim ter Burg
- Alle Tage sing und sage, Text: nach Heinrich Bone 1847 nach Omni die dic Mariae von Bernhard von Cluny, Melodie: Ingolstadt 1613
- Allein auf Gottes Wort will ich, Text: Johann Walter, 1566, Melodie: 15. Jahrhundert, geistlich Wittenberg, 1526
- Allein Gott in der Höh sei Ehr, Text und Melodie: Nikolaus Decius, 1539
- Allein zu dir, Herr Jesu Christ, Text: Konrad Hubert, vor 1540, Strophe 4: Nürnberg, um 1540, Melodie: Paul Hofhaimer, 1512
- Aller Augen warten auf dich, Herre, Text: Psalm 145, 15–16, Melodie: Heinrich Schütz, 1657
- Alles ist an Gottes Segen, ca. 1673, aus dem Nürnberger Gesangbuch, Melodie: Johann Löhner, 1691
- Alles meinem Gott zu Ehren, Text: 1. Strophe: Duderstadt 1724, 2.–4. Strophe: Georg Thurmair 1963, Melodie: Bamber 1732/bei Melchior Ludolf Herold 1808
- All meine Quellen entspringen in dir, Text: Psalm 87,7, Melodie: Heinz Martin Lonquich, 1937–2014
- All Morgen ist ganz frisch und neu, Text: Johannes Zwick, (um 1541) 1545, Melodie: Johann Walter 1541
- Als die Welt verloren, Christus ward geboren, polnisch: Gdy się Chrystus rodzi / i na świat przychodzi vor 1853, Übersetzung: Gustav Kucz 1954, Melodie: Polen vor 1853
- Als ich bei meinen Schafen wacht, Text: Köln (1621), Melodie: Würzburg (1622)
- Also hat Gott die Welt geliebet, Erdmann Neumeister, 1671–1756
- Also hat Gott die Welt geliebt, Text: Johannesevangelium 3, 16, Melodie: Volker Ochs, um 1980
- Also liebt Gott die arge Welt, Text: Kurt Müller-Osten, 1939/1950, 1. Melodie: Gerhard Schwarz, 1939, 2. Melodie: Kommt her zu mir, spricht Gottes Sohn, um 1504
- Also sprach beim Abendmahle, Text: Georg Thurmair, Melodie: nach Bamberg 1732, Augsburg 1800
- Amazing Grace, Text: John Newton, 1779, Melodie: nach älteren Wurzeln von James P. Carrell und David S. Clayton, (1831)
- Alte mit den Jungen sollen loben, Text: Psalm 148, 12–13, Melodie: Paul Ernst Ruppel, 1954
- Am Abend nach dem Lobgesang, Text: Detlev Block, 1978, Melodie: Herbert Beuerle, 1980
- Am hellen Tag kam Jesu Geist, Text und Melodie: Dieter Trautwein, 1967
- Amen, Gott Vater und Sohn, Ludwig Helmbold, 1532–1598
- Anker in der Zeit (Es gibt bedingungslose Liebe) Text (nach Psalm 145,8) und Melodie: Albert Frey 2000
- Atme in uns, Heiliger Geist, Text: Jean-Marc Morin Esprit de Dieu, souffle de vie, Übersetzung: Thomas Csanády und Roger Ibounigg 1985, Melodie: Pierre und Viviane Mugnier
- Auf, auf, ihr Christen alle, Text: Johann Rist, 1651, 1. Melodie: Thomas Selle, 1651, 2. Melodie: Aus meines Herzens Grunde, 16. Jahrhundert
- Auf, auf, ihr Reichsgenossen, Johann Rist, 1651, Melodie: Hamburg, 1598
- Auf, auf, mein Herz mit Freuden, Text: Paul Gerhardt, 1647, Melodie: Johann Crüger, 1647
- Auf, Christen, singt festliche Lieder, Text und Melodie: Fulda, 1778
- Auf Christi Himmelfahrt allein, Text: Ernst Sonnemann, 1661, nach Josua Wegelin, Melodie: Es ist gewisslich an der Zeit, Martin Luther, 1529
- Aufgetan ist die Welt, Text: Kurt Rose, 1987, Melodie: Götz Wiese, 1987
- Auf meinen lieben Gott, Text: Lübeck vor 1603, Melodie: Jakob Regnart, 1574
- Auf, Seele, auf und säume nicht, Text: Michael Müller, 1700/1704, Melodie: Lobt Gott, ihr Christen alle gleich, Nikolaus Herman, 1554
- Auf, Sion, dein Verlangen, Text: Melchior Ludolf Herold, 1807/Friedrich Kienecker, 1973, Melodie: Ferdinand Wacker, 1874
- Auf und macht die Herzen weit, Text: Johann Christoph Hampe, 1969, und Helmut Kornemann, 1972, Melodie: nach einem Tempelgesang aus China
- Aus der Tiefe, Herr und Gott, Text: Christoph Lehmann, 1981, Melodie: Martin Hesekiel, 1931
- Aus der Tiefe rufe ich zu dir, Text: Uwe Seidel, 1981, Melodie: Oskar Gottlieb Blarr, 1981
- Ausgang und Eingang, Text und Melodie: Joachim Schwarz, 1962
- Aus Lieb läßt Gott der Christenheit, Georg Reimann, 1570–1615
- Aus meines Herzens Grunde, Text: Georg Niege, 1592, Melodie: 16. Jahrhundert
- Aus meines Jammers Tiefe, Text: Matthias Jorissen, 1798, Melodie: Straßburg, 1539
- Aus tausend Traurigkeiten, Text: Friedrich von Bodelschwingh, 1945, Melodie: Hans Georg Bertram, 1975
- Aus tiefer Not lasst uns zu Gott, Text: Michael Weiße, 1531, 1. Melodie: „Aus tiefer Not schrei ich zu dir“, 2. Melodie: Wolfgang Dachstein, 1524
- Aus tiefer Not schrei ich zu dir, Text und 1. Melodie: Martin Luther, 1524, 2. Melodie: Wolfgang Dachstein, 1524
- „Ave Maria, gratia plena!“, Text: nach Speyer/Köln/Paderborn 1617 nach Lukas 1, 26-38, Melodie: Paderborn 1617
- Ave Maria zart, du edler Rosengart, Text und Melodie: Johann Georg Franz Braun 1675

### B
- Befiehl du deine Wege, Text: Paul Gerhardt 1653, Melodie: bei Bartholomäus Gesius 1603
- Behutsam leise nimmst du fort die Dämmrung von der Erde, Text: Raymund Weber 2004, Melodie: Christoph Seeger 2004
- Bei dir, Jesu, will ich bleiben, Text: Philipp Spitta (1829) 1833, Melodie: „Herz und Herz vereint zusammen“, 17. Jahrhundert, geistlich Bamberg 1732
- Bei stiller Nacht zur ersten Wacht, Text: nach Friedrich Spee 1649, Melodie: Köln 1649
- Beim letzten Abendmahle, Text: Christoph von Schmid 1807, Melodie: bei Melchior Vulpius 1609
- Benedictus, qui venit, Text: Matthäusevangelium 21, 9, Melodie: Jacques Berthier 1981
- Bevor des Tages Licht vergeht, Text: Friedrich Dörr 1969 (nach dem Hymnus „Te lucis ante terminum“ 5./6. Jahrhundert), Melodie: Kempten um 1000
- Bevor die Sonne sinkt, Text: Christa Weiss und Kurt Rommel 1965, Melodie: Rolf Schweizer 1974
- Bewahre uns, Gott, Text: Eugen Eckert, (1985) 1987, Melodie: Anders Ruuth, (um 1968) 1984 „La Paz del Señor“
- Bis hierher hat mich Gott gebracht, Text: Aemilie Juliane von Schwarzburg-Rudolstadt (vor 1685) 1699, Melodie: Peter Sohren 1668
- Bist zu uns wie ein Vater, Text: Christoph Zehendner nach Matthäus 6,9-13, Melodie: Hans Werner Scharnowski
- Bleib bei mir, Herr! Der Abend bricht herein, Text: Theodor Werner 1952 nach dem englischen „Abide with me“ von Henry Francis Lyte 1847, Melodie: William Henry Monk 1861
- Bleib bei uns, Herr, Text: Franz-Josef Rahe (1. Strophe), Paul Ringseisen (2. und 3. Strophe), Melodie und Satz: William Henry Monk (1861)
- Bleib mit deiner Gnade bei uns, Text und Melodie: Communauté de Taizé
- Bleibe bei uns, du Wandrer durch die Zeit, Text: Peter Gerloff, Melodie: William Henry Monk, 1861
- Bleibet hier und wachet mit mir!, Text und Melodie: Communauté de Taizé
- Bless the Lord, Text: nach Psalm 103,1-4, Melodie: Jacques Berthier, Taizé
- Brich an, du schönes Morgenlicht, Text: Johann Rist 1641, Melodie: Johann Schop 1641
- Brich dem Hungrigen dein Brot, Text: Martin Jentzsch 1951, Melodie: Gerhard Häussler 1953
- Brich herein, süßer Schein sel’ger Ewigkeit, Text: Marie Schmalenbach 1882, Melodie: Karl Kuhlo 1887
- Brich mit den Hungrigen Dein Brot, Text: Friedrich Karl Barth 1977, Melodie: Peter Janssens 1977
- Bringt her dem Herren Lob und Ehr, Text: Cyriakus Günther, 1650–1704
- Brot, das die Hoffnung nährt, Text: Wilhelm Willms 1974, Melodie: Peter Janssens 1974
- Brunn alles Heils, dich ehren wir, Text: Gerhard Tersteegen 1745, Melodie: „Lobt Gott, den Herrn der Herrlichkeit“ Loys Bourgeois 1551

### C
- Christ fuhr gen Himmel, Text: Crailsheim 1480, Melodie: „Christ ist erstanden“ Salzburg 1160/1433
- Christ ist erstanden, Text: Bayern/Österreich 12. Jahrhundert, Melodie: Salzburg 1160/1433
- Christ lag in Todes Banden, Text und Melodie: Martin Luther 1524
- Christ, unser Herr, zum Jordan kam, Text und Melodie: Martin Luther 1541/1543
- Christe, du bist der helle Tag, Text: Erasmus Alber um 1536, Melodie: Frankfurt am Main 1557
- Christe, du Lamm Gottes, Martin Luther 1528
- Christe, du Schöpfer aller Welt, Text: Theodor Kliefoth 1875, Melodie: Königsberg 1527
- Christen, singt mit frohem Herzen, Text:nach Landshuter Gesangbuch, 1777, Melodie: Französischer Psalter, 1562
- Christi Blut und Gerechtigkeit, Text: Leipzig 1638, Strophen 2–5 von Nikolaus Ludwig von Zinzendorf 1739
- Christi Mutter stand mit Schmerzen, Text: nach Stabat mater, 14. Jh., Übersetzung: nach Heinrich Bone, 1847, Melodie: Köln, 1638
- Christum wir sollen loben schon, Martin Luther 1524
- Christus, das Licht der Welt, Text: Sabine Leonhardt und Otmar Schulz 1972 nach dem englischen „Christ is the world’s light“ von Frederick Pratt Green 1968, Melodie: Paris 1681
- Christus, der ist mein Leben, Text und Melodie bei Melchior Vulpius 1609
- Christus, der uns selig macht, Text: Michael Weiße 1531, Melodie: Leipzig um 1500
- Christus, du Herrscher Himmels und der Erde, Text: Vinzenz Stebler 1975, Melodie:Reiner Schuhenn 2005, Alternativmelodie: Johann Crüger, 1653
- Christus, du Licht vom wahren Licht, Text: nach Summi Parentis unice, Übersetzung: Abtei Münsterschwarzach, Melodie: nach Johann Leisentrit, 1584, Erhard Quack, 1941, Alternativmelodie: Du Sonne der Gerechtigkeit
- Christus is opstahn, Text: Plattdeutsch Celle 1989, Melodie: „In dir ist Freude“ Giovanni Giacomo Gastoldi 1591
- Christus ist König, jubelt laut!, Text: Walter Schulz 1983 nach dem englischen „Christ is the king“ von George Kennedy Allen Bell 1931
- Christus ist auferstanden, Text: Friedrich Spee 1623 (Strophe 1) und Arbeitsgemeinschaft für ökumenisches Liedgut 1983, Melodie: Köln 1623
- Christus spricht: Ich bin die Auferstehung und das Leben, Text: Johannes 11, 25, Melodie: Irmhild Knechtel (1987/1990)
- Christus war für uns gehorsam bis zum Tod, Text: nach Philipper 2, 8.9, Melodie: Alan Wilson 2009

### D
- Damit aus Fremden Freunde werden, Text und Melodie: Rolf Schweizer, 1982
- Dank sei dir, Herr, durch alle Zeiten, Maria Luise Thurmair, 1912–2005, Melodie: Bertold Hummel 1925–2002
- Dank sei dir, Vater, für das ewge Leben, Text: Maria Luise Thurmair 1970, Melodie: Lobet den Herrn und dankt ihm seine Gaben Johann Crüger, 1640
- Danke für diesen guten Morgen, Text und Melodie: Martin Gotthard Schneider (1961) 1963
- Danket, danket dem Herrn, Text: nach Psalm 106, 1, Kanon für 4 Stimmen: 18. Jahrhundert
- Danket dem Herrn, denn er ist gut, Text: Josef Seuffert 1964 nach dem Lobgesang der drei Jünglinge, Daniel 3, Melodie: Josef Seuffert 1964
- Danket dem Herrn! Wir danken dem Herrn, Text: Karl Friedrich Wilhelm Herrosee vor 1810, Melodie: Karl Friedrich Schulz 1810
- Danket Gott, denn er ist gut, Text: Ökumenische Fassung 1971 nach Christoph Johannes Riggenbach 1868, Melodie: Pierre Davantès 1562
- Da pacem, Domine, Kanon für 4 Stimmen von Melchior Franck 1629
- Das alte Jahr vergangen ist, Text: Nürnberg 1568 (Strophen 1–2), das ganze Lied bei Johann Steurlein 1588, Melodie: 1. Teil: Johann Steurlein 1588, 2. Teil: Melchior Vulpius 1609, die ganze Melodie bei Wolfgang Carl Briegel 1687
- Das Feld ist weiß, Text: Orlando Gortzitza 1858 nach dem masurischen „Pola juz biale“ von Bernhard Rostock 1738, Melodie: 17. Jahrhundert
- Das Grab ist leer, der Held erwacht, Text und Melodie: Landshut 1777
- Das Heil der Welt, Herr Jesus Christ, Text: Köln, 1638, Neufassung nach Heinrich Bone, 1847, Melodie: Köln, 1638
- Das ist der Tag, den Gott gemacht, Text: nach Heinrich Bone 1847, 3. und 4. Strophe: Friedrich Dörr (1972) 1975, Melodie: nach Johann Leisentrit 1567
- Das ist ein köstlich Ding, Text: aus Psalm 92, Melodie: Rolf Schweizer, 1966
- Das ist ein teures, wertes Wort, Heinrich Georg Neuss, 1654–1716
- Das ist Er, Deutscher/Bruhn/Eckhardt, (1997)
- Das ist köstlich, Text: Günter Rutenborn (1971) 1983 nach dem ungarischen „Mely igen jó az ur istent dícsérni“ von Mihály Sztárai (vor 1575) 1593, Melodie: 16. Jahrhundert
- Das ist mir lieb, dass du mich hörst, Text: Heinrich Vogel 1948, Melodie: Johannes Petzold 1966
- Das Jahr geht still zu Ende, Text: Eleonore von Reuss (1857) 1867, Melodie: „Befiehl du deine Wege“ von Bartholomäus Gesius 1603
- Das Jahr steht auf der Höhe, Text: Detlev Block 1978/2012, Melodie: Johann Steuerlein 1575, geistlich Nürnberg 1581
- Das Kreuz ist aufgerichtet, Text: Kurt Ihlenfeld 1967, Melodie: Manfred Schlenker 1977
- Das Licht einer Kerze, Text: Rolf Krenzer, Melodie: Peter Janssens
- Das sollt ihr, Jesu Jünger, nie vergessen, Text: Johann Andreas Cramer, 1780, Melodie: Lobet den Herrn und dankt ihm seine Gaben Johann Crüger, 1640
- Das Volk, das noch im Finstern wandelt, Text: Jürgen Henkys, 1981, nach dem niederländischen Het Volk dat wandelt in het Duister von Jan Willem Schulze Nordholt, 1959, Melodie: Frits Mehrtens, 1959
- Das Weizenkorn muss sterben, Text: Lothar Zenetti (1971), Melodie: Johann Lauermann (1972)
- Das Wort geht von dem Vater aus, Text: Otto Riethmüller, 1932/1934 nach dem Hymnus Verbum supernum prodiens, Melodie: Wir danken dir, Herr Jesu Christ von Nikolaus Herman, 1551
- Das wünsch ich sehr, Text: Kurt Rose, Kanon für 4 Stimmen: Detlev Jöcker
- Dass du mich einstimmen lässt in deinen Jubel, Text und Melodie: Jesus-Bruderschaft Gnadenthal 1975
- Dass Jesus siegt, bleibt ewig ausgemacht, Text: Johann Christoph Blumhardt (1852) 1877, Melodie: Johann Rudolf Ahle, 1662
- Dein Geist weht, wo er will, Text: Wolfgang Poeplau, Melodie: Ludger Edelkötter
- Dein Gnad, dein Macht und Herrlichkeit, Text: nach Harpffen Davids, Augsburg 1659, Melodie: Augsburg 1659
- Dein Lob, Herr, ruft der Himmel aus, Text: Adolf Lohmann nach Albert Curtz 1659 nach Psalm 19, Melodie: Augsburg 1669
- Dein König kommt in niedern Hüllen, Text: Friedrich Rückert, 1834, Melodie: Johannes Zahn, 1853
- Deine Hände, großer Gott, Text: Margareta Fries, 1961, Melodie: Friedrich Zipp, 1961
- Deine Spur im Sand, Gregor Linßen 1994, Text: Margaret Fishback Powers
- Deinem Heiland, deinem Lehrer, Text: Franz Xaver Riedel 1773 nach dem Lauda Sion, Melodie: Michael Haydn 1781, ortsübliche Alternativmelodien
- Den die Hirten lobeten sehre, Text: bei Matthäus Ludecus nach Quem pastores laudavere 15. Jahrhundert, Nikolaus Herman, 1560 nach Nunc angelorum gloria, 14. Jahrhundert, und bei Johannes Keuchenthal, 1573 nach Magnum nomen domini, 9. Jahrhundert, Melodie: Hohenfurt um 1450, Prag 1541, bei Valentin Triller, 1555
- Den Engel lasst uns preisen, Text: Maria Luise Thurmair 1941/(1970) 1975, Melodie: Melchior Teschner (1613) 1614
- Den Herren will ich loben, Text: Maria Luise Thurmair (1954/1971) 1967/1972 nach Lukas 1,46-55 (Magnificat), Melodie: Melchior Teschner (1613) 1614
- Der du bist drei in Einigkeit, Text: Martin Luther, 1543, Melodie: Mailand um 650, Straßburg 1545, bei Lucas Lossius 1553
- Der du die Zeit in Händen hast, Text: Jochen Klepper, 1938, Melodie: Siegfried Reda, 1960
- Der du in Todesnächten, Text: Christian Gottlob Barth, 1827, Melodie: Valet will ich dir geben Melchior Teschner, 1614
- Der Engel goldnes Heer, Johann Friedrich Starck, 1680–1756
- Der Erde Schöpfer und ihr Herr, Text: nach Telluris ingens conditor (7.–8. Jh.), Übersetzung: Maria Luise Thurmair, Melodie: in Ottawa, 1994
- Der Friede, den Gott gibt, Text: Johannes Kuhn, 1988, Melodie: Du großer Schmerzensmann Martin Jan, (1652) 1663
- Der Friede des Herrn geleite euch, Text und Kanon für 8 Stimmen Schalom chaverim aus Israel
- Der Geist des Herrn erfüllt das All, Maria Luise Thurmair 1912–2005
- Der Gnadenbrunn fließt noch, Christian Knorr von Rosenroth, 1636–1689
- Der Gottesdienst soll fröhlich sein, Text und Melodie: Martin Gotthard Schneider, 1975
- Der Heiland erstand, Melodie: Carl Santner
- Der Heiland ist geboren, Text: 1. Str.: aus Oberösterreich, 19. Jahrhundert, Str. 2–4: Glatz, Melodie: Innsbruck 1881/1883
- Der Herr behüte deinen Ausgang, Text: Psalm 121 Vers 8, Kanon für 3 Stimmen: Helmut Bornefeld, 1947
- Der Herr hat alles wohl gemacht, Christian Runge, 1619–1681
- Der Herr hat nie sein Wort gebrochen, Johann Jakob Rambach, 1693–1735
- Der Herr ist auferstanden, Text: Osterruf der Orthodoxen Kirche, Kanon für 2 Stimmen: Karl Marx, 1947
- Der Herr ist mein getruer Hirt, Text: Augsburg, 1531, Melodie: Johann Walter, 1524
- Der Herr ist mein Hirte, Text: Psalm 23, Melodie: Arthur Henry Troyte, 1857
- Der Herr, der aller Enden, Paul Gerhardt, 1607–1676
- Der Herr wird dich mit seiner Güte segnen, Text: Helmut Schlegel nach Numeri 6,22-27, Melodie: Thomas Gabriel 1998
- Der Himmel, der ist, Text: Kurt Marti, 1971, Melodie: Winfried Heurich, 1980
- Der Lärm verebbt, und die Last wird leichter, Text: Jürgen Henkys (1986/1990) nach dem schwedischen Nu sjunker bullret von Lars Thunberg (1973), Melodie: aus Schweden
- Der König siegt, sein Banner glänzt, Text: nach Vexilla regis prodeunt des Venantius Fortunatus, Stundenbuch 1978, Melodie: Münster 1846
- Der lieben Sonne Licht und Pracht, Text: Christian Scriver, (vor 1671) 1684, Melodie: Halle, 1704, bei Georg Philipp Telemann, 1730
- Der Mond ist aufgegangen, Text: Matthias Claudius, 1779, Melodie: Johann Abraham Peter Schulz, 1790
- Der Morgenstern ist aufgedrungen, Text: Str. 1: 15. Jahrhundert, Str. 2–4: bei Daniel Rumpius, 1587, bearbeitet von Otto Riethmüller, 1932, Melodie: 15. Jahrhundert, geistlich bei Daniel Rumpius, 1587
- Der schöne Ostertag, Text: Jürgen Henkys, 1983, frei nach dem englischen This joyful eastertide von George Ratcliffe Woodward, 1902, Melodie: bei Dirk Raphaelszoon Camphuysen, 1624
- Der Tag bricht an und zeiget sich, Text: Michael Weiße, 1531, Melodie: Melchior Vulpius, 1609
- Der Tag ist hin; mein jesu bei mir bleibe, Text: Joachim Neander, 1680, Melodie: Wie herrlich gibst du, Herr, dich zu erkennen von Guillaume Franc, 1542
- Der Tag hat sich geneiget, Text: Greifswald 1597, Melodie: Ich freu mich in dem Herren von Bartholomäus Helder, 1646/1648
- Der Tag ist seiner Höhe nah, Text: Jochen Klepper, 1938, Melodie: Fritz Werner, 1949
- Der Tag ist um, die Nacht kehrt wieder, Text: Karl Albrecht Höppl, 1958, nach dem englischen The day thou gavest, Lord, is ended von John F. Ellerton, 1870, Melodie: O dass doch bald dein Feuer brennte von Guillaume Franc, 1543
- Der Tag, mein Gott, ist nun vergangen, Text: Gerhard Vallentin, 1964, nach dem englischen The day thou gavest, Lord, is ended von John F. Ellerton, 1870, Melodie: Clement Cotterill Scholefield, 1874
- Der zu des Vaters Rechten sitzt, Philipp Friedrich Hiller, 1699–1769
- Des Königs Banner wallt empor, Text: Hymnus Vexilla regis, Melodie: nach dem Hymnus Vexilla regis
- Des Tages Glanz erloschen ist, Text: Wilhelm Thomas, 1930/1931, nach dem dänischen Den lyse Dag forgangen er von Hans Christensen Sthen, 1589, Melodie: dänische Volksweise aus dem 16. Jahrhundert
- Dich bitt ich, trautes Jesulein, Bartholomäus Helder, um 1635?, Melodie: „Vom Himmel hoch“, Martin Luther, 1539
- Dich liebt, o Gott, mein ganzes Herz, Text: aus Geistlicher Psalter, Köln 1648, Melodie: Görlitz 1648, Alternativmelodie: Geistlicher Psalter, Köln 1648
- Die beste Zeit im Jahr ist mein, Text: Martin Luther, 1538, Melodie: Böhmische Brüder, 1544, Straßburg 1572, Karl Lütge, 1917
- Die Erde ist des Herrn, Text: Jochen Riess, 1985, Melodie: Matthias Nagel, 1985
- Die Erde ist des Herrn, Text: nach Psalm 24 Vers 1, Kanon für 4 Stimmen von Ulfert Smidt, 1991
- Die Ernt’ ist nun zu Ende, Text: Gottfried Tollmann, 1725, Melodie: Aus meines Herzens Grunde, 16. Jahrhundert
- Die Felder alle reifen, Text: Günther Schulemann, Melodie: nach Haym von Themar, Augsburg 1589
- Die ganze Welt hast du uns überlassen, Text: Christa Weiss, 1965, Melodie I: Manfred Schlenker, 1977, Melodie II: Hans Rudolf Siemoneit
- Die ganze Welt, Herr Jesu Christ, Text: Friedrich Spee, 1623, Melodie: Köln, 1623
- Die güldene Sonne bringt Leben und Wonne, Text: Philipp von Zesen, 1641, Melodie: Johann Georg Ahle, 1671
- Die güldne Sonne voll Freud und Wonne, Text: Paul Gerhardt, 1666, Melodie: Johann Georg Ebeling, 1666
- Die helle Sonn leucht’ jetzt herfür, Text: Nikolaus Herman, 1560, Melodie: Melchior Vulpius, 1609
- Die Herrlichkeit der Erden, Text: Andreas Gryphius, 1560, Melodie: O Welt, ich muss dich lassen, 15. Jahrhundert
- Die ihr auf Christus getauft seid, Text und Melodie: aus der Liturgie der Ostkirche
- Die Kirche steht gegründet, Text: Anna Thekla von Weling, 1898 nach dem englischen The church’s one foundation von Samuel John Stone, 1866, Melodie: Samuel Sebastian Wesley, 1864
- Die Nacht ist kommen, Text: Petrus Herbert, 1566, Melodie: 16. Jahrhundert, Böhmische Brüder, 1566
- Die Nacht ist vergangen, Text: Silja Walter (1975/1995), Benediktinisches Antiphonale (1996), Melodie: Antiphonale zum Stundengebet (1979)
- Die Nacht ist vorgedrungen, Text: Jochen Klepper, 1938, Melodie: Johannes Petzold, 1939
- Die Sache Jesu braucht Begeisterte, Text: Alois Albrecht, Melodie: Peter Janssens, 1972
- Die Seele, Christi heilge mich, Johann Scheffler, 1624–1677
- Die Schönste von allen, Text: Strophe 1 und 2: aus Lothringen, Strophe 3 und 4: Louis Pinck, Melodie: bei Louis Pinck 1927 in Verklingende Weisen
- Die Sonn hat sich mit ihrem Glanz gewendet, Text: Otto von Schwerin (?), 1647, Melodie: Wie herrlich gibst du, Herr, dich zu erkennenvon Guillaume Franc, 1542
- Die Sonn hoch an dem Himmel steht, Text: Ambrosius Lobwasser, 1579, Melodie: Johann Crüger, 1640
- Dies ist der Tag, den Gott gemacht, Christian Fürchtegott Gellert, 1757, Melodie: Vom Himmel hoch von Martin Luther, 1539
- Dies ist die Nacht, da mir erschienen, Text: Kaspar Friedrich Nachtenhöfer, 1684, Melodie: Langenöls, 1742, bei Johann Balthasar Reimann, 1747, andere Melodie: „O daß ich tausend Zungen hätte“, Johann Balthasar König, 1738
- Dies ist die Nacht der Engel, Text: Kurt Rose, 1987, Melodie: Joachim Schwarz, 1987
- Dies sind die heilgen zehn Gebot, Text: Martin Luther, 1524, Melodie: In Gottes Namen fahren wir, 15. Jahrhundert
- Dieser Tag ist Christus eigen, Text: Peter Gerloff (2003/2004), Melodie: Gilbert König (um 1939)
- Dir, dir, Jehova will ich singen (Textveränderung: Dir, dir, o Höchster, will ich singen – Evangelisches Gesangbuch, 1993) Bartholomäus Crasselius, (1667–1724), in „Geistreiches Gesangbuch“, Halle 1697, Melodie: Johann Sebastian Bach 1685–1750
- Dir Vater Lobpreis werde und Dank für Wein und Brot, Text: Maria Luise Thurmair (1973/1975), Melodie: Caspar Ulenberg (1582)
- Dir, Vater, tönt der Lobgesang, Text: Heinrich Bone 1847 / Friedrich Kienecker 1973, Melodie: Nikolaus Decius (1523) 1525 nach dem Gloria der Missa Lux et origo
- Dona nobis pacem, Text: aus dem altkirchlichen Agnus Dei, Kanon für 3 Stimmen, mündlich überliefert
- Dreifaltiger verborgner Gott, Text: Friedrich Dörr 1969, Melodie: Kempten um 1000, Alternativmelodie: Komm, Heilger Geist, der leben schafft
- Du bist der Atem der Ewigkeit, Text: Thomas Laubach, Thomas Nesgen, Winfried Pilz, Melodie: Thomas Nesgen
- Du bist, Herr, mein Licht und meine Freiheit, Text: Kurt Rose, 1983, Melodie: Nordisches Volkslied
- Du Bote Gottes ausgesandt, Text: Fulda 1975, Melodie: nach Michael Vehe 1537 und Innsbruck 1588
- Du Friedefürst, Herr Jesu Christ, Text: Jakob Ebert, 1601, Melodie: bei Bartholomäus Gesius, 1601
- Du gehest in den Garten beten, Johann Mentzer, 1658–1734
- Du Glanz aus Gottes Herrlichkeiten, Ambrosius von Mailand
- Du Gott der Liebe, Friedensheld, Text: Erich Griebling, 1969 nach O God of love, o God of peace von Henry Williams Baker, 1868, Melodie: Schwedisches Choralbuch, 1697
- Du Gottesmann in schwerer Zeit, Text: Paderborn 1767 / Maria Luise Thurmair 1972, Melodie: Paderborn 1965
- Du Gottmensch bist mit Fleisch und Blut, Text: Köln 1799, Melodie: Köln 1832, Alternativmelodie: Fest soll mein Taufbund immer stehn
- Du große Herrin, schönste Frau, Text: O gloriosa Domina, 7.–8. Jh., Übertragung: Abtei Münsterschwarzach, Melodie: nach Paschasius Reinigus 1586, Alternativmelodie: Gott, aller Schöpfung heilger Herr
- Du großer Schmerzensmann, Text: Adam Thebesius, (1652) 1663, Melodie: Martin Jan, (1652) 1663
- Du hast mein Klagen in Tanzen verwandelt, Text: nach Psalm 30,12-13, Melodie: Johannes Falk
- Du hast mich, Herr, zu dir gerufen, Text und Melodie: Otmar Schulz, (1974) 1978
- Du hast, o Herr, dein Leben, Text: 1. Strophe Köln (1880), 2. Strophe Petronia Steiner (1945), Melodie: Melchior Teschner (1613/1614)
- Du hast uns deine Welt geschenkt, Text: Rolf Krenzer, 1984, Melodie: Detlev Jöcker, 1984
- Du hast uns, Herr, gerufen, Text und Melodie: Kurt Rommel, 1967
- Du hast uns, Herr, in dir verbunden, Text: Walter Heinecke, 1968, Melodie: O dass ich tausend Zungen hätte, bei Johann Balthasar König, 1738
- Du hast uns Leib und Seel gespeist, Text: Thomas Blarer, um 1533/1534, Melodie: Was mein Gott will, das gscheh allzeit von Claudin de Sermisy, 1529
- Du hast zu deinem Abendmahl, Text: Arno Pötzsch, (1941) 1947, Melodie: Gotthold Veigel, 1951/1988
- Du, Herr, hast sie für dich erwählt, Text: nach Aptata, virgo, lampade, anonym, 14. Jh., Übersetzung: Antiphonale zum Stundengebet 1979, Melodie: William Knapp
- Du höchstes Licht, du ewger Schein, Text: Johannes Zwick, um 1541/1545, Melodie I: 15. Jahrhundert, Melodie II: All Morgen ist ganz frisch und neu von Johann Walter, 1541
- Du kannst nicht tiefer fallen, Text: Arno Pötzsch, 1941, Melodie: Hans Georg Bertram, 1986
- Du Kind, zu dieser heilgen Zeit, Text: Jochen Klepper, 1938, Melodie: Volker Gwinner, 1970
- Du König auf dem Kreuzesthron, Text: Hildesheim 1736 / Heinrich Bone 1879, Melodie: Hildesheim 1736/Köln 1844
- Du lässt den Tag, o Gott, nun enden, Text: Raymund Weber (1. bis 5. Strophe: 1989/2010 nach The day Thou gavest von John Ellerton, 1870, 6. und 7. Strophe: 2009), Melodie: Clement Cotterill Scholefield (1874)
- Du Licht des Himmels, großer Gott, Text: nach Deus qui coeli lumen es, 5.–6. Jh., Übersetzung: Friedrich Dörr 1978, Melodie: nach Johann Leisentrit 1584, Erhard Quack 1941, Alternativmelodie: Christus, du Licht
- Du Licht vom Lichte, Text: Bernardin Schellenberger nach dem frühchristlichen Hymnus Phos hilaron, Melodie und Satz: André Gouzes
- Du meine Seele, singe, Text: Paul Gerhardt, 1653, Melodie: Johann Georg Ebeling, 1666
- Du Morgenstern, du Licht vom Licht, Text: Johann Gottfried Herder (vor 1800) nach 1817 bearbeitet, Melodie I: Steht auf, ihr lieben Kinderlein, 15. Jahrhundert, Melodie II: Lobt Gott, den Herrn der Herrlichkeit von Loys Bourgeois, 1551
- Du rufst uns, Herr, an deinen Tisch, Text: Johannes Jourdan (1969), Melodie: Andreas Lehmann (1969)
- Du schenkst uns das Brot, Text: Helga Mondschein, Melodie: Wilhelm Kümpel
- Du schöner Lebensbaum, Text: Dieter Trautwein/Vilmos Gyöngyösi, 1974 nach dem ungarischen Paradicsomnar te szép èlö fája von Imre Pécseli Király vor 1641, Melodie: Klausenburg, 1744
- Du Schöpfer aller Wesen, Text: Otto Riethmüller, 1934 nach dem Hymnus Deus, creator omnium des Ambrosius von Mailand, um 386, Melodie: Otto Riethmüller, 1934
- Du schweigst, Herr, Text: Maria Luise Thurmair 1959/1972, Melodie: Bertold Hummel 1965
- Du Sonne der Gerechtigkeit, Text: Iam, Christe, sol iustitiae 6. Jh., Übersetzung: Abtei Münsterschwabach, Melodie: nach Einsiedeln 12. Jh., Mailänder Hymnar 14. Jh.
- Du teilst es aus mit deinen Händen, Text: Lothar Zenetti, Melodie: Kurt Grahl
- Du tust den Weg des Lebens kund, Text: Bernt von Heiseler nach Psalm 16, Vers 11, 1953, Melodie: Paul Ernst Ruppel, 1954, nach der Melodie Nun danket all und bringet Ehr von Johann Crüger, 1653
- Du ziehst eine Straße des Lichtes, Text: Claus-Peter März, Melodie: Kurt Grahl
- Durch Adams Fall ist ganz verderbt, Text: Lazarus Spengler, Melodie: Wittenberg, 1529

### E
- Ecce, homo! Mensch, betrachte, Text und Melodie: Albert Gereon Stein 1852
- Ehr sei dem Vater und dem Sohn, aus dem Straßburger Gesangbüchlein, 1547
- Ehre, Ehre sei Gott in der Höhe!, Franz Schubert, 1797–1828, Deutsche Messe – D 872
- Ehre sei dir, Christe, der du littest Not, Text: Strophe 1 Salzburg um 1350, Strophe 2–3 Hermann Bonnus, 1542, Melodie: Salzburg um 1350
- Ehre sei Gott in der Höhe, Text: Lukas 2 Vers 14, Kanon für 4 Stimmen: Ludwig Ernst Gebhardi, um 1830
- Ein Bote kommt, der Heil verheißt, Text: Peter Gerloff 2010, Melodie: Wittenberg 1529
- Ein Danklied sei dem Herrn, Text: Guido Maria Dreves 1886, Melodie: Josef Venantius von Wöss 1928
- Ein feste Burg ist unser Gott, Text und Melodie Martin Luther, 1529
- Ein Haus voll Glorie schauet, Text: 1. Strophe: Joseph Hermann Mohr 1875, 2.–5. Strophe. Hans W. Marx (1972) 1975, Melodie: Joseph Hermann Mohr, 1876
- Ein Lämmlein geht und trägt die Schuld, Text: Paul Gerhardt, 1647, Melodie: Wolfgang Dachstein, 1525
- Ein Lied hat die Freude sich ausgedacht, Text: Hartmut Handt, 1985, Melodie: Nis-Edwin List-Petersen, 1986
- Ein reines Herz, Herr, schaff in mir, Text: Heinrich Georg Neuss, 1703, Melodie: O Jesu Christe, wahres Licht Nürnberg, 1676/1854
- Ein Schiff, das sich Gemeinde nennt, Text und Melodie: Martin Gotthard Schneider, 1963
- Ein schöne Ros im heilgen Land, Text: Laurentius von Schnüffis (Dillingen) 1692, Melodie: Clausener Gesangbuch (Trier) 1653
- Ein wahrer Glaube Gotts Zorn stillt, Text: Nikolaus Herman, (1560) 1562, Melodie: Lobt Gott, den Herrn der Herrlichkeit von Loys Bourgeois, 1551
- Eine freudige Nachricht breitet sich aus, Text und Melodie: Martin Gotthard Schneider, 1975
- Eine große Stadt ersteht, Text: Silja Walter (1965) 1966/1995, Melodie: Johann Anton Saladin (1965/1972) 1975
- Eine ruhige Nacht, Text: aus der Komplet, Kanon für 4 Stimmen von Christian Lahusen, (1946) 1948
- Einer ist’s, an dem wir hangen, Text: Albert Knapp, (1822) 1824, Melodie: Wachet auf, ruft uns die Stimme von Philipp Nicolai, 1599
- „Eins ist not!“ Ach Herr, dies Eine, Text: Johann Heinrich Schröder, 1695, Melodie: Adam Krieger, 1657
- Eines wünsch ich mir vor allem andern, Text: Albert Knapp, 1829 in der Neufassung von Detlev Block, 1991, Melodie: Brüdergemeine, nach 1735
- Engel auf den Feldern singen, Text: Frankreich, 18. Jh. als Les anges dans nos campagnes, Übersetzung: Maria Luise Thurmair 1954, Melodie: Frankreich, 18. Jh., Satz: Theophil Rothenberg, 1983
- Erd und Himmel sollen singen, Text: Strophe 1–2 Paul Ernst Ruppel, 1957 nach dem Hymnus Corde natus ex patentis von Aurelius Prudentius Clemens, um 405, Strophe 3 Paulus Stern, 1961, Melodie: Paul Ernst Ruppel, 1957 nach dem Spiritual Singing with a sword in my hands, Lord
- Erde, singe, dass es klinge, Text: nach Johannes von Geissel (1837) 1842, 3. Strophe: Speyer 1864, Melodie: nach Köln 1741
- Er ist das Brot, er ist der Wein, Text: Eckart Bücken, 1980, Melodie: Joachim Schwarz, 1980
- Er ist erstanden, Halleluja!, Text: Ulrich S. Leupold, 1969 nach dem Suaheli-Lied Mfurahini, Haleluya von Bernhard Kyamanywa, 1966, Melodie: von den Haya in NW-Tansania
- Erbarme dich, erbarm dich mein, Text: Maria Luise Thurmair (1972) 1975 nach Psalm 51, Melodie: Caspar Ulenberg
- Erfreue dich, Himmel, erfreue dich, Erde, Text: 1. und 6. Strophe: nach Straßburg 1672, 2.–5. Strophe: Maria Luise Thurmair 1963 nach Psalm 148, Melodie: Augsburg 1669 / Bamberg 1691
- Erhabene Dreifaltigkeit, Text: nach Adesto, sancta Trinitas vor dem 10. Jh., Übersetzung: Abtei Münsterschwabach, Melodie: nach Bartholomäus Gesius 1603, Alternativmelodie: Herr Jesu Christ, dich zu uns wend
- Erhalt uns, Herr, bei deinem Wort, Text und Melodie: Martin Luther, 1543
- Erhebet er sich, unser Gott, Text: Matthias Jorissen, 1798, Melodie: O Mensch, bewein dein Sünde groß von Matthäus Greiter, 1525
- Erhör, o Gott, mein Flehen, Text: Edith Stein zugeschrieben 1936, 1957/1967 nach Psalm 61, Melodie: Roman Schleischitz 2009
- Ermuntert euch, ihr Frommen, Text: Lorenz Lorenzen, 1700, Melodie: Herzlich tut mich erfreuen Wittenberg, 1545
- Ermuntre dich, mein schwacher Geist, Text: Johann Rist, 1607–1667, Melodie: Johann Schop, 1641
- Erneure mich, o ewigs Licht, Text: Johann Friedrich Ruopp, 1704, Melodie: O Jesu Christe, wahres Licht, Nürnberg, 1676/1854
- Erschienen ist der herrlich Tag, Text und Melodie: Nikolaus Herman, 1560
- Erstanden ist der heilig Christ, Text: Böhmische Brüder, 1544, nach einer deutschen Fassung Engelberg, 1372, von Surrexit Christus hodie, 13./14. Jahrhundert, Melodie: 14. Jahrhundert
- Er weckt mich alle Morgen, Text: Jochen Klepper, 1938, Melodie: Rudolf Zöbeley, 1941
- Es flog ein Täublein weiße, Text und Melodie: Nikolaus Beuttner 1602
- Es geht daher des Tages Schein, Text: Michael Weiße, 1531, Melodie: 15. Jahrhundert, Böhmische Brüder, 1531
- Es ist das Heil uns kommen her, Text: Paul Speratus, 1523, Melodie: Mainz um 1390, Nürnberg 1523/1524
- Es ist ein Ros entsprungen, Text: Strophe 1–2: Mainz um 1587/88, Strophe 3–4: bei Fridrich Kayriz, 1844, Melodie: Speyerer Gesangbuch, Köln 1599
- Es ist ein Ros entsprungen, Textunterlegung: Fritz Jöde, 1926, Kanon für 4 Stimmen: Melchior Vulpius, (vor 1615) 1620
- Es ist ein Wort ergangen, Arno Pötzsch
- Es ist für uns eine Zeit angekommen, Text: Strophe 1: Sternsingerlied aus dem Luzerner Wiggertal, Strophe 2–9: Maria Wolters, 1957, Melodie: Sternsingerlied aus dem Luzerner Wiggertal
- Es ist gewisslich an der Zeit, Text: Bartholomäus Ringwaldt nach der Sequenz Dies irae, dies illa, 12. Jahrhundert und einem deutschen Lied um 1565, Melodie: Martin Luther, 1529
- Es ist in keinem andern Heil, Text: Strophe 1: Johann Anastasius Freylinghausen, 1714, Strophe 2: Otto Brodde, 1971, Melodie: Heinrich Schütz, 1628
- Es kennt der Herr die Seinen, Text: Philipp Spitta, 1843, Melodie: Ich weiß, woran ich glaube von Heinrich Schütz, 1628/1661
- Es klingt durch die Zeiten von ferne ein Lied, Text: Claus-Peter März, Melodie: Kurt Grahl
- Es kommt ein Schiff, geladen Text: Daniel Sudermann um 1626 nach einem Marienlied aus Straßburg/Elsass 15. Jh., Melodie: Andernacher Gesangbuch, Köln 1608
- Es mag sein, dass alles fällt, Text: Rudolf Alexander Schröder, (1936) 1939, Melodie: Paul Geilsdorf, 1940
- Es segne und behüte, Text: Segensbitte aus der Liturgie, Kanon für 3 Stimmen: Hermann Stern, um 1960
- Es wird sein in den letzten Tagen, Text: Walter Schulz, 1963/1967, 1. und 2. Strophe nach Micha 4,1-3, Melodie: Manfred Schlenker, 1985
- Es wolle Gott uns gnädig sein, Text: Martin Luther, Melodie: 15. Jahrhundert

### F
- Fest soll mein Taufbund immer stehn, Christoph Bernhard Verspoell, 1810, Melodie: Chrysanth Josef Bierbaum, 1826, 2. und 3. Strophe: Johannes Pinsk
- Feuer, flammendes Feuer!, Text und Melodie: Dorothee Breyer
- Fließt, ihr Augen, fließt von Tränen, Laurentius Laurenti, 1660–1722
- Freiheit, die ich meine, ist kein Schattenbild, Text: Christian Heinrich Zeller (1779–1860), Melodie: Karl August Groos, 1818
- Freu dich, du Himmelskönigin, Text: nach Konstanz 1600 nach Regina caeli, 12. Jh., Melodie: Konstanz 1600
- Freu dich, Erd und Sternenzelt, Text: Strophen 1,2 und 5: Leitmeritz, 1844, nach einem Weihnachtslied aus Böhmen, Strophen 3 und 4: Johannes Pröger, um 1950, Melodie: Böhmen, 15. Jahrhundert
- Freu dich, erlöste Christenheit, Text: Mainz 1768, Melodie: Limburg 1838
- Freu dich sehr, o meine Seele, Text: bei Christoph Demantius, 1620, Melodie: Loys Bourgeois, 1551
- Freuet euch all, der Herr ist da!, Text: Jacob Bürthel, englisch bei Isaac Davis, Melodie: Georg Friedrich Händel, 1741
- Freuet euch der schönen Erde, Text: Philipp Spitta, 1833, Melodie: Frieda Fronmüller, 1928
- Freuet euch, ihr Christen alle, freue sich, wer immer kann, Text: Christian Keimann, 1646, Melodie: Andreas Hammerschmidt, 1646
- Freuet euch im Herren allewege, Text: Jochen Klepper, Melodie: Friedrich Hofmann, 1981/1982
- Freunde, dass der Mandelzweig wieder blüht und treibt, Text: Schalom Ben-Chorin, 1981, Melodie: Fritz Baltruweit, 1981
- Freut euch, ihr Christen, alle, Gott schenkt uns seinen Sohn, Text: Georg Werner, 1639, Melodie: „Zieh ein zu deinen Toren“ von Johann Crüger, 1653
- Freut euch, ihr lieben Christen, Text: Leipzig, 1582, Melodie: Leonhart Schröter, 1587
- Freut euch, ihr lieben Christen all, Text: Prag, 1612, Melodie: Bartholomäus Gesius, 1605
- Fröhlich soll mein Herze springen, Text: Paul Gerhardt, 1653, Melodie: Johann Crüger, 1653
- Fröhlich wir nun all fangen an den Gottesdienst mit Schalle, Text: Zachäus Faber der Ältere, 1601, Melodie: Straßburg, 1538
- Frühmorgens, das die Sonn aufgeht, Text: Johann Heermann, 1630, Melodie: „Erschienen ist der herrlich Tag“ von Nikolaus Herman, 1560
- Fünf Brünnlein sind, 1672
- Für alle Heiligen in der Herrlichkeit, Text: Günter Balders (1998) / Christoph Bächtold (2001) 2004 nach For all the Saints von William Walsham How 1864, Melodie: Ralph Vaughan Williams 1906
- Fürchte dich nicht, gefangen in deiner Angst, Text und Melodie: Fritz Baltruweit, 1981
- Fürwahr der Herr trug selbst, Johannes Olearius
- Fürwahr, er trug unsre Krankheit, Text: Eugen Eckert (1986) 1987, nach Jesaja 52,13-53,12, Melodie: aus Chile

### G
- Gedenk an uns, o Herr, Text: Seligpreisungen Matthäus 5, 3–10, Melodie: Kiew, 17. Jahrhundert
- Geduldigs Lämmlein, Jesu Christ, Johannes Scheffler, 1624–1677
- Gegrüßet seist du, Königin, Text: Johann Georg Seidenbusch 1698, Mainz 1712, Melodie: Mainz 1712
- Geh aus, mein Herz, und suche Freud, Text: Paul Gerhardt, 1653, Melodie: August Harder, vor 1813
- Geh unter der Gnade, Manfred Siebald
- Gehe ein in deinen Frieden, Text: Strophe 1: Helmut König, 1957, nach einem Lied aus Israel, Strophe 2: Christine Heuser, 1966, Melodie: Helmut König, 1957
- Gehet hin in alle Welt, Text: Matthäus 28 Vers 19, Melodie: Ökumenische Fassung 1983 nach einem Gregorianischen Responsorium-Breve-Modell
- Gehn wir in Frieden, Text: aus Tansania, Melodie: Philadelphia 1864
- Geht hin, ihr gläubigen Gedanken, Johann G. Herrmann, 1707–1791
- Geist des Glaubens, Geist der Stärke, Text: Philipp Spitta, Melodie: O Durchbrecher aller Bande, Halle, 1704
- Gelobet sei der Herr, Text: Johannes Olearius, 1671, Melodie: „Nun danket alle Gott“ von Martin Rinckart, (um 1630) 1636
- Gelobet seist du, Jesu Christ, Text: Strophe 1: Medingen, um 1380, Strophe 2–7: Martin Luther, 1524, Melodie: Medingen, um 1460
- Gelobt sei deine Treu, Text: Gerhard Fritzsche, 1938, Melodie: Johannes Petzold, 1938
- Gelobt sei Gott im höchsten Thron, Text: Michael Weiße, 1531, Melodie: Melchior Vulpius, 1609
- Gelobt sei Gott in aller Welt, Text: Maria Luise Thurmair 1970, Melodie: Erhard Quack 1970, Alternativmelodie: Der Geist des Herrn erfüllt das All
- Gelobt sei Jesus Christus in alle Ewigkeit, Text: Hildesheim 1736/Heinrich Bone 1879, Melodie: Hildesheim 1736 / Köln 1844
- Gelobt seist du, Herr Jesus Christ, Joseph Venantius von Wöss
- Gen Himmel aufgefahren ist, Text: bei Bartholomäus Gesius, 1601 nach Coelos ascendit hodie, 16. Jahrhundert, Meloedie: Melchior Franck, 1627
- Gib dich zufrieden und sei stille, Text: Paul Gerhardt, 1666/1667, Melodie: Jacob Hintze, 1670
- Gib Frieden, Herr, gib Frieden, Text: Jürgen Henkys, dem niederländischen Geef Vrede, Heer, geef Vrede von Jan Nooter, 1963, Melodie: Befiehl du deine Wege von Bartholomäus Gesius, 1603
- Gib uns Frieden jeden Tag, Text: Strophe 1: Rüdeger Lüders, 1963, Strophe 2–3: Kurt Rommel, 1963, Melodie: Rüdeger Lüders, 1963
- Giff Freden uns, du Gnaadengott, Text: Plattdeutsch Celle, 1989, nach der Antiphon Da pacem domini, 9. Jahrhundert, Melodie: Verleih uns Frieden von Martin Luther, 1529, ökumenische Fassung, 1973
- Glaubend leben im Alltag, Text: Barbara Stühlmeyer, 2007, Melodie: Ludger Stühlmeyer, 2007
- Glauben können wie du, Text: Helmut Schlegel, 2009, Melodie: Joachim Raabe, 2009
- Glauben will ich, lebendiger Gott, Text: Helmut Schlegel, 2008, Melodie: Joachim Raabe, 2009
- Gleichwie ein Hirschlein mit Begierd, Bartholomäus Helder, 1635?
- Gleichwie mich mein Vater gesandt hat, Text: Johannes 20 Vers 21, Melodie: Paul Ernst Ruppel, 1963
- Gloria, Ehre sei Gott und Friede den Menschen seiner Gnade, Text und Melodie: Kathi Stimmer-Salzeder (1992/2008) nach dem Gloria
- Glorwürdge Königin, himmlische Frau, Text: Alfonso Maria de Liguori, Übersetzung: Johann Emmanuel Veit, Wien 1820, Melodie: Rückers Gesangbuch, Breslau 1844
- Gott der Vater steh uns bei, Text: Martin Luther, 1524 nach einer deutschen Litanei, 15. Jahrhundert, Melodie: Halberstadt, um 1500, Wittenberg, 1524
- Gott des Himmels und der Erden, Text und Melodie: Heinrich Albert, 1642
- Gott gab uns Atem, damit wir leben, Text: Eckart Bücken, 1982, Melodie: Fritz Baltruweit, 1982
- Gott hat das erste Wort, Text: Markus Jenny, 1970 nach dem niederländischen God heeft het eerste woord von Ian Wit, 1965, Melodie: Gerard Kremer, (1959) 1965
- Gott, heilger Schöpfer aller Stern, Text: Thomas Müntzer (1523) nach Conditor alme siderum (10. Jh.), Melodie: Kempten (um 1000)
- Gott in der Höh sei Preis und Ehr, Text: nach dem Gloria, Melodie: Augsburg (1659)
- Gott in der Höhe, dir allein sei Ruhm ob deiner Macht, Text: W. Haunschild, Melodie: K. May
- Gott ist die Liebe selbst, Johann Peter Uz, 1720–1796
- Gott ist dreifaltig einer, Text: Maria Luise Thurmair 1943, Melodie: Genf (1539) 1542
- Gott ist gegenwärtig, Text: Gerhard Tersteegen, (vor 1727) 1729, Melodie: Wunderbarer König von Joachim Neander, 1680
- Gott ist getreu, Ehrenfried Liebich, 1713–1780
- Gott ist mein allerhöchstes Gut, Johannes Olearius
- Gott liebt diese Welt, Text und Melodie: Walter Schulz, 1962/1970
- Gott Lob, der Sonntag kommt herbei, Text: Johann Olearius, 1671, Melodie: Erschienen ist der herrlich Tag von Nikolaus Herman, 1560
- Gott Lob, ein neues Kirchenjahr, Heinrich Cornelius Hecker, 1699–1743
- Gott Lob, mein Jesus macht mich rein, Johannes Olearius (Theologe, 1611)
- Gott loben in der Stille, Text: Günter Balders 1984, Melodie: Huugo Nyberg 1903
- Gott rufet noch. Sollt ich nicht endlich hören, Text: Gerhard Tersteegen, 1735, Melodie: Wie herrlich gibst du, Herr, dich zu erkennen von Guillaume Franc, 1542, Loys Bourgeois, 1551
- Gott ruft sein Volk zusammen, Text: Friedrich Dörr (1972) 1975, Melodie: Genf (1539) 1542
- Gott sei Dank durch alle Welt, Text: Heinrich Held, 1658, Melodie I: „Nun komm, der Heiden Heiland“, aus: „Geistliches Gesangbüchlein“, Wittenberg 1524, Melodie II: Frankfurt am Main, 1659, Halle, 1704, bei Johann Georg Stötzel, 1744
- Gott sei durch euch gepriesen, Text: Maria Luise Thurmair 1972, Melodie: Erhard Quack 1971, Alternativmelodie: Den Herren will ich loben
- Gott sei gelobet und gebenedeiet, Text: Strophe 1: Medingen, um 1350, Strophen 2–3: Martin Luther, 1524, Melodie: Mainz, um 1390, Wittenberg, 1524
- Gott Vater, dir sei Dank gesagt, Text: David Denicke, 1652, Melodie: Wie herrlich gibst du, Herr, dich zu erkennen von Guillaume Franc, 1542/Loys Bourgeois, 1551
- Gott Vater, du hast deinen Namen, Text: Jochen Klepper, 1941, Melodie: Johannes Petzold, 1948
- Gott Vater, höre unsre Bitt, Text: Johann Bornschürer, 1676, Melodie: In dich hab ich gehoffet, Herr, Böhmen, 15. Jahrhundert
- Gott verspricht: Ich will dich segnen, Text: 1. Mose 12 Vers 2, Melodie: Volker Ochs, um 1980
- Gott wohnt in einem Lichte, Text: Jochen Klepper, 1938, Melodie: Straßburg, 1539, Guillaume Franc, 1542
- Gott, aller Schöpfung heiliger Herr, Text: Ernst Hofmann, (1971) 1975, Melodie: Lobt Gott, den Herrn der Herrlichkeit von Loys Bourgeois, 1551
- Gott, dein guter Segen, Text: Reinhard Bäcker, Melodie: Detlev Jöcker
- Gott, der du alles Leben schufst, Text: Detlev Block, 1978, Melodie: O Jesu Chrsite, wahres Licht, Nürnberg, 1676/1854
- Gott, der du Berg und Hügel, Text: Harzer Gesangbuch Clausthal, 1698, Melodie: Aus meines Herzens Grunde, 16. Jahrhundert
- Gott, der Herr sei hochgepriesen, Text: Helmut Richter 1943, Melodie: Bamberg 1732 / bei Melchior Ludolf Herold 1808
- Gott, der nach seinem Bilde, Text: God die in het begin von Huub Osterhuis 1964, Übersetzung: Nikolaus Greitemann und Peter Pawlowsky 1967, Melodie: nach Johann Crüger 1653, Alternativmeodie: Den Herren will ich loben
- Gott, der wirds wohl machen, Ernst Stockmann, 1634–1712
- Gott, Erd und Himmel samt dem Meer, Böhmische Brüder
- Gott, heilger Schöpfer aller Stern, Text: Thomas Müntzer, 1523 nach dem Hymnus Conditor alme siderum, 10. Jahrhundert, Melodie: Kempten, um 1000
- Gott, mein Gott, warum hast du mich verlassen, Text und Melodie: Friedemann Gottschick
- Gott, unser Ursprung, Herr des Raums, Text: Walter Schulz/Jürgen Henkys, (1982) 1984 nach dem englischen Great God, our source und Lord of space von George Utech, (1964) 1969, Melodie: Gerhard M. Cartford, (1964) 1969
- Gott, weil er groß ist, Text: Johann Scheffler, 1657, Kanon für 4 Stimmen: Johannes Petzold, 1946
- Gott, wir vertraun dir diesen Menschen an, Text und Melodie: Norbert M. Becker 1999
- Gottes Geschöpfe, kommt zuhauf, Text: Karl Budde, 1929 nach dem englischen All creatures of our God and king von William Henry Draper, (vor 1919) 1926 nach dem Sonnengesang des Franz von Assisi, 1225, Melodie: Köln, 1623
- Gottes guter Segen sei mit euch, Text: Rolf Krenzer, Melodie: Siegfried Fietz
- Gottes Lamm, Herr Jesu Christ, Text und Melodie: Erhard Quack 1945
- Gottes Liebe ist wie die Sonne, Kanon für 3 Stimmen von Herbert Beuerle, 1984, Melodie: Frankfurt am Main, 1970
- Gottes Liebe ist wie die Sonne, Text und Melodie: Frankfurt am Main, 1970
- Gottes Ruhetag, Text: Kurt Rose, 1987, Melodie: Joachim Schwarz, 1987
- Gottes Sohn ist kommen, Text: Michael Weiße (Böhmische Brüder), 1544, Melodie: Ave hierarchia, Hohenfurt, 1410
- Gottes Stern, leuchte uns, Text und Melodie: Christoph Biskupek und Oliver Sperling (1998)
- Gottes und Marien Sohn, Kaspar Neumann, 1648–1715
- Gottes Wort ist wie Licht in der Nacht, Text: Hans-Hermann Bittger 1938, Melodie: Joseph Jacobsen 1935
- Gottheit tief verborgen, Thomas von Aquin, 13. Jh., Melodie: Frankreich 17./18. Jh.
- Groß sein lässt meine Seele den Herrn, Text: Martin Schraufstetter nach Lukas 1,46-55, Melodie: Martin Schraufstetter
- Großer Gott, wir loben dich, Text: Ignaz Franz, 1768 nach dem Te deum laudamus, 4. Jahrhundert, Melodie: Lüneburg, 1668, „Allgemeines Gesangbuch“, Wien, 1776, Leipzig, 1819
- Großer Prophete, mein Herze begehret, Joachim Neander, 1650–1680
- Gruß dir, du heilige, allzeit Jungfräuliche, Text: Max Eham 1966, Melodie: nach Einsiedeln 1773 oder ortsüblich

### H
- Hände, die schenken, erzählen von Gott, Text: Claus-Peter März, Melodie: Kurt Grahl
- Halleluja! Auferstanden aus des dunklen Grabes Banden, Text: Tillmanns Gesangbuch 1802, Melodie: Hermann Ignaz Knievel 1840
- Halleluja. Suchet zuerst Gottes Reich in dieser Welt, Text: Strophen 1–6: mündlich überliefert nach dem englischen Seek ye first the kingdom of the Lord, Strophen 7–9: Gerhard Hopfer, 1975, Melodie: aus den USA, 20. Jahrhundert
- Halt im Gedächtnis Jesus Christ, Text: Cyriakus Günther, (vor 1704) 1714, Melodie: Herr, für dein Wort sei hoch gepreist von Johann Walter, 1524
- Halte zu mir, guter Gott, Text: Rolf Krenzer, Melodie: Ludger Edelkötter
- Harre, meine Seele, Text: Johann Friedrich Räder, 1848, Melodie: César Malan, 1827
- Heb die Augen, dein Gemüte, Text: Köln 1741 nach Heinz Lindenborn, Melodie: Köln 1741
- Heilger Geist, du Geist der Wahrheit, Text: Friedrich Hüttemann 1945 / Friedrich Kienecker 1973, Melodie: Melchior Ludolf Herold
- Heilger Geist, du Tröster mein, Text: Martin Moller, 1584 nach der Sequenz Veni sancte spiritus et emitte des Stephan Langton, um 1200, Melodie: 15. Jahrhundert, Bremen 1633
- Heilger Norbert, Gottes Streiter, Text: Xanten 1919 / Stefan Ulrich Kling 1984, Melodie: Stefan Ulrich Kling 1984
- Heilges Kreuz, sei hochverehret, Text: Passau 1866, Melodie: Leitmeritz 1846
- Heilges Kreuz, so hochbegnadet, Text: Erich Przywara 1915, Melodie: Münster 1677
- Heilig, Heilig, Heilig, Heilig ist der Herr, Franz Schubert, 1797–1828. Deutsche Messe – D872
- Heilige Hedwig, schirme dein Volk, Text und Melodie: Johannes Theissing
- Heiligste Nacht!, Text: Münster 1810 nach Salzburg 1783, Melodie: Münster 1810
- Herbei, o ihr Gläubigen, Text: Friedrich Heinrich Ranke, um 1823 nach dem Adeste fideles von John Francis Wade und Étienne-Jean-François Borderies, um 1750, Melodie: John Francis Wade (?), um 1750
- Herr Christ, dein bin ich eigen, Text: Christiana Cunrad, (vor 1625) 1644, Melodie: Augsburg, 1621
- Herr Christ, der einig Gotts Sohn, Text: Elisabeth Cruciger, 1524, Melodie: 15. Jahrhundert, geistlich Erfurt 1524
- Herr Gott, der du erforschest mich, David Denicke, 1603–1680
- Herr Gott, dich loben alle wir, Philipp Melanchthon?, Melodie: Genevan Psalter, 1551
- Herr Gott, dich loben wir, Text und Melodie: Martin Luther, 1529 nach dem Te deum laudamus, 4. Jahrhundert
- Herr Gott, gib uns das täglich Brot, Text: Arno Pötzsch, 1948, Melodie: Johannes Petzold, 1951
- Herr Gott, sei du gepreiset (Lied zum Jahresanfang 1597), Anton Praetorius, Melodie: „Herr Christ der Einig Gottes Sohn“, 1597
- Herr Jesu Christ, dein teures Blut, Johannes Olearius
- Herr Jesu Christ, dich zu uns wend, Text: Wilhelm von Sachsen-Weimar 1648, Melodie: Gochsheim/Redwitz 1628 / Görlitz 1648
- Herr Jesu Christ, du höchstes Gut, Text: Chemnitz, 1753, Melodie: Görlitz, 1587
- Herr Jesu Christe, Gottes Sohn, David Behme, 1605–1657
- Herr Jesu Christe, mein getreuer Hirte, Text: Johann Heermann, 1630, Melodie: Gott sei gelobet und gebenedeiet, Mainz, um 1390
- Herr Jesu, deine Angst und Pein, Text: Plön, 1675 nach Tobias Clausnitzer, 1662, Melodie I: „Aus tiefer Not“, Johann Walters Gesangbüchlein, Wittenberg, 1524, Melodie II: Herr Jesu Christ, du höchstes Gut, Görlitz, 1587
- Herr Jesu, Gnadensonne, Text: Ludwig Andreas Gotter, 1695, Melodie: Herr Christ, der einig Gotts Sohn, 15. Jahrhundert
- Herr Jesu, Licht der Heiden, Johann Franck, 1674, Melodie: „Valet will ich dir geben“, Melchior Teschner, 1613
- Herr, bleibe bei uns, Text: Lukas 24 Vers 29, Kanon für 3 Stimmen von Albert Thate, 1935
- Herr, dein Wort, die edle Gabe, Text: Strophe 1: Nikolaus Ludwig von Zinzendorf, 1725, Strophe 2: Christian Gregor, 1778 nach Joachim Neander, 1680, Melodie: O Durchbrecher aller Banden, Halle, 1704
- Herr, deine Güte ist unbegrenzt, Text: Maria Luise Thurmair 1971 nach Psalm 36, Melodie: Matthäus Greiter 1525
- Herr, deine Güte reicht, so weit der Himmel ist, Text: Kehrvers und Strophe 1: Psalm 36 Verse 6–9, Strophen 2–5: Gerhard Valentin, 1965, Melodie: Herbert Beuerle, 1965
- Herr, der du vormals hast dein Land, Text: Paul Gerhardt, 1653, Melodie: Aus tiefer Not schrei ich zu dir von Wolfgang Dachstein, 1524
- Herr, dich loben die Geschöpfe, Text: Franz von Assisi, Sonnengesang 1225 / Kurt Rose 1991/1992, Melodie: nach Friedrich Filitz 1847
- Herr, die Erde ist gesegnet, Text: Heinrich Puchta, 1843, Melodie: O Durchbrecher aller Bande, Halle, 1704
- Herr, dir ist nichts verborgen, Text: Maria Luise Thurmair (1971) 1973 nach Psalm 139, Melodie: Caspar Ulenberg 1582
- Herr, du bist mein Leben, Text und Melodie: Pierangelo Sequeri Tu sei la mia vita 1978, Übersetzung: Christoph Biskupek
- Herr, du hast darum gebetet, Text und Melodie: Otmar Schulz, 1967/1971
- Herr, du hast mich angerührt, Text: Jürgen Henkys, 1982 nach dem norwegischen Herre, du har reist meg opp von Svein Ellingsen, (1955) 1978, Melodie: Trond Kverno, (1968) 1978
- Herr, du wollest uns bereiten, Text: Friedrich Gottlieb Klopstock, 1758, bearbeitet von Albert Knapp, 1837, Melodie: Wachet auf, ruft uns die Stimme von Philipp Nicolai, 1599
- Herr, für dein Wort sei hoch gepreist, Text: David Denicke, 1659, Melodie: Johann Walter, 1524
- Herr, gib mir Mut zum Brückenbauen, Text: Kurt Rommel, 1963, Melodie: Paul Gerhard Walter, 1987
- Herr, gib uns Mut zum Hören, Text und Melodie: Kurt Rommel 1963
- Herr, gib uns deinen Frieden, Kanon für 4 Stimmen von Ludger Edelkötter, 1976
- Herr, gib uns unser täglich Brot, Text: Edwin Nievergelt, 1979, Melodie: Lobt Gott, den Herrn der Herrlichkeit von Loys Bourgeois, 1551
- Herr, heilger Liebe fester Grund, Text: Maria Pia Hinse, Melodie: Johann Crüger 1653
- Herr, hilf uns heilen, Text und Kanon für 3 Stimmen: Matthias Clasen, 1986
- Herr, höre, Herr, erhöre, Text: Benjamin Schmolck, 1724, Melodie: O Welt, ich muss dich lassen, 15. Jahrhundert
- Herr, ich bin dein Eigentum, Text: 1. Strophe: Balthasar Münter 1774, 2. Strophe: Georg Thurmair, 3. und 4. Strophe: Innsbruck 1946, Melodie: Dresden 1694
- Herr, ich werfe meine Freude wie Vögel an den Himmel, Text: Fritz Pawelzik, 1977, Kanon für 3 Stimmen: Fritz Baltruweit, 1983
- Herr, lass uns deiner Nähe inne werden, Text: Johannes Triebel, 1961, Melodie: Lobet den Herrn und dankt ihm seine Gaben von Johann Crüger, 1640
- Herr, lehre uns, dass wir sterben müssen, Text: Lothar Petzold, 1973, Melodie: Rolf Kroedel, 1973, Alternativmelodie: Gerhard Schnitter 2002
- Herr, mach die Kirche zum Werkzeug deines Friedens, Text: Lothar Zenetti, Melodie: Götz Wiese, 1992
- Herr, mach uns stark im Mut, der dich bekennt, Text: Strophen 1–5 Anna Martina Gottschick, 1972, Strophe 6: Jürgen Henkys, 1988 nach For all the saints von William Walsham, 1864, Melodie: Ralph Vaughan Williams, 1906
- Herr, nimm auch uns zum Tabor mit, Text: Peter Gerloff 2001, Melodie: Richard Mailänder 2007, Alternativmelodie: Gelobt seist du, Herr Jesus Christ
- Herr, nun selbst den Wagen halt, Text: Huldrych Zwingli, (um 1525) 1536/1537, Hochdeutsch von Friedrich Spitta, m1897, Melodie: Huldrych Zwingli, 1536/1537
- Herr, öffne mir die Herzenstür, Text: Johann Olearius, 1671, Strophe 3 wie Strophe 4 aus Herr Jesu Christ, dich zu uns wend, Gotha, 1651, Melodie: Herr Jesu Christ, dich zu uns wend, Gotha, 1651
- Herr, sei gelobt durch deinen Knecht, Text: Maria Luise Thurmair 1940/1970, Melodie: Erhard Quack 1940
- Herr, sei gepriesen immerfort, Text: Maria Luise Thurmair 1943, Melodie: Michael Vehe (Leipzig) 1537
- Herr, send herab uns deinen Sohn, Text: nach Übertragungen der lateinischen O-Antiphonen von David Gregor Corner (1631), Heinrich Bone (1847) und Köln (1887), Melodie: bei Thomas Helmore (1856) nach einer franziskanischen Melodie
- Herr, stärke mich, dein Leiden zu bedenken, Text: Christian Fürchtegott Gellert, 1757, Melodie: Herzliebster Jesu, was hast du verbrochen von Johann Crüger, 1640 nach Guillaume Franc, 1543 (zu Psalm 23)
- Herr, unser Gott, lass nicht zuschanden werden, Text: Johann Heermann, 1630, Melodie: Matthäus Apelles von Löwenstern, 1644
- Herr, unser Herr, wie bist du zugegen, Text: Huub Osterhuis Heer, onze Heer 1965, Übersetzung: Peter Pawlowsky und Nikolaus Greitemann 1969, Melodie: aus den Niederlanden
- Herr, unser Herrscher, wie herrlich bist du, Text und Melodie: Johann Petzold, 1975
- Herr, vor dein Antlitz treten zwei, Text: Viktor von Strauss und Torney, 1843, Melodie: Nun danket all und bringet Ehr von Johann Crüger, 1653, nach Pierre Davantès, 1562 (zu Psalm 89)
- Herr, wenn das Wasser uns bedroht, Text: Detlev Block, 1990 nach Christian von Stöcken, 1651, Melodie: Wenn wir in höchsten Nöten sein von Johann Baptista Serranus, 1567
- Herr, wie du willst, so schick’s mit mir, Text: Kaspar Bienemann, (1574) 1682, Melodie: Aus tiefer Not schrei ich zu dir von Wolfgang Dachstein, 1524
- Herr, wir bitten: Komm und segne uns, Text und Melodie: Peter Strauch, 1979
- Herr, wir bringen in Brot und Wein, Text: Hans Bernhard Meyer (1970), Melodie: Peter Janssens (1970)
- Herr, wir hören auf dein Wort, Text: Maria Luise Thurmair 1959, Melodie: Heino Schubert 1960
- Herr, wir kommen schuldbeladen, Text: Sursum corda, Paderborn 1874, Melodie: Melchior Ludolf Herold 1808
- Herr, wir stehen Hand in Hand, Text: Otto Riethmüller, 1932, Melodie: Himmel, Erde, Luft und Meer von Georg Christoph Strattner, 1691
- Herr, wohin, Herr, wohin sollen wir gehen, Text: Johannes 6 Vers 68, Kanon für 3 Stimmen von Alfred Stier, 1949
- Herz Jesu, Gottes Opferbrand, Text: Franz Johannes Weinrich 1934, Melodie: Adolf Lohmann 1934
- Herz und Herz vereint zusammen, Text: Nikolaus Ludwig von Zinzendorf, (1723) 1725, bearbeitet von Christian Gregor, 1778, Melodie: 17. Jahrhundert, geistlich Bamberg 1732
- Herzlich lieb hab ich dich, o Herr, Martin Schalling, (1569) 1571, Melodie: aus dem „Orgelbuch“, Straßburg 1577
- Herzlich tut mich erfreuen die liebe Sommerzeit, Text: Johann Walter, 1552, Strophe 9: Dresden, 1557, Melodie: Wittenberg 1545, geistlich Wittenberg, 1552
- Herzliebster Jesu, was hast du verbrochen, Text: Johann Heermann, 1630, Melodie: Johann Crüger, 1640
- Heut singt die liebe Christenheit, Text: Detlev Block, 1985 nach der Übertragung des Hymnus Dicimus grates tibi von Philipp Melanchthon, (1539) 1543 durch Nikolaus Herman, 1560, Melodie: 16. Jahrhundert, geistlich Nürnberg um 1555
- Heut triumphieret Gottes Sohn, Text: Kaspar Stolzhagen, 1591, Melodie bei Bartholomäus Gesius, 1601
- Heute ist erschienen Gottes Herrlichkeit, Text und Melodie: Jubilate, Kolmar 1943, Alternativmelodie: Gottheit tief verborgen
- Hevenu schalom alejchem (Wir wünschen Frieden euch allen), Text und Melodie aus Israel
- Hilf, Herr Jesu, lass gelingen, Text: Johann Rist, 1642, Melodie: Johann Schop, 1642
- Hilf, Herr meines Lebens, Text: Gustav Lohmann, 1962, Strophe 3: Markus Jenny, 1970, Melodie: Hans Puls, 1962
- Hilf uns, Herr, in allen Dingen, Martin Rinckart, 1586–1649
- Hillige Geist, kumm un fast mi, Text: Plattdeutsch Celle, 1988, nach dem finnischen Kosketa minua, henki von Pia Perkiö, 1978, Melodie: Ilkka Kuusisto, 1979
- Himmel, Erde, Luft und Meer, Text: Joachim Neander, 1680, Melodie: Georg Christoph Strattner, 1691
- Himmelsau, licht und blau, Text: Dresden, 1767, Melodie: Luxemburg, 1847
- Hinunter ist der Sonne Schein, Text: Nikolaus Herman, 1560, Melodie: Melchior Vulpius, 1609
- Hoch hebt den Herrn mein Herz und meine Seele, Text: Fritz Enderlin, 1952, Melodie: Wie herrlich gibst du, Herr, dich zu erkennen von Guillaume Franc, 1542, Loys Bourgeois, 1551
- Hoch sei gepriesen unser Gott, Text: Maria Luise Thurmair 1985 nach Lukas 1,68-79 (Benedictus), Melodie: Guillaume Franc 1543, Lyon 1547 und Genf 1551
- Hoffen wider alle Hoffnung, Text und Melodie: Heinz Martin Lonquich, 1937–2014
- Holz auf Jesu Schulter, Text: Jürgen Henkys, (1975) 1977 nach dem niederländischen „Met de boom des levens“ von Willem Barnard, 1963, Melodie: Ignace de Sutter, 1964
- Hör, Schöpfer mild, den Bittgesang, Text: Josef Solzbacher, 1949 nach dem lateinischen „Audi benigne conditor“, Melodie: nach einem gregorianischen Hymnus
- Hört das Lied der finstern Nacht, Text und Melodie: Erhard Anger 1973
- Hört, der Engel helle Lieder, Text: Otto Abel, 1954 nach dem französischen Les Anges dans nos campagnes, 18. Jahrhundert, Melodie: Frankreich, 18. Jahrhundert
- Hört die Engelchöre singen, Charles Wesley
- Hört, eine helle Stimme ruft, Text: nach Vox clara ecce intonat, spätestens 10. Jh., Übersetzung: Abtei Münsterschwarzach, Melodie: Christian Dostal 2007, Alternativmelodie: Gott, heilger Schöpfer aller Stern
- Hört, es singt und klingt mit Schalle, Text: Markus Jenny (1971) nach Quem pastores laudavare (15. Jh.), Melodie: Hohenfurt (um 1450)/Prag (1541)
- Hosanna, Text: Matthäus 21 Vers 9, Kanon für 4 Stimmen: Jacques Berthier, 1978
- Hosianna, Davids Sohn, Benjamin Schmolck, 1672–1737

### I
- Ich bete an die Macht der Liebe, Text: Gerhard Tersteegen, Melodie: Dimitri Bortnianski, 1822
- Ich bin ein Gast auf Erden, Text: Paul Gerhardt, 1666/1667, Melodie: O Haupt voll Blut und Wunden von Hans Leo Hassler, 1601
- Ich bin getauft auf deinen Namen, Text: Johann Jakob Rambach, 1735, Melodie: O dass ich tausend Zungen hätte bei Johann Balthasar König, 1738
- Ich bin getauft und Gott geweiht, Text: Friedrich Dörr 1970, Melodie: Caspar Ulenberg 1603
- Ich bin im Himmel angeschrieben, J. D. Heuse, ?–1753
- Ich danke dir durch deinen Sohn, Text: Leipzig, 1586, Melodie: Mein erst Gefühl sei Preis und Dank um 1570, bei Michael Praetorius, 1610
- Ich danke dir für deinen Tod, Johann Scheffler, 1624–1677, Melodie: „Aus tiefer Not“, Johann Walthers Gesangbüchlein, Wittenberg 1524
- Ich erhebe, Herr, zu dir, Paul Gerhardt, 1607–1676
- Ich freu mich in dem Herren, Text und Melodie: Bartholomäus Helder, (vor 1635) 1646/1648
- Ich freue mich in dir, Caspar Ziegler, 1648, Melodie: „Nun danket alle Gott“, Johann Crüger, 1648
- Ich gehöre dazu, Text: Kurt Rose, 1983, Melodie: Herbert Beuerle, 1983
- Ich glaub an den Vater, Text und Melodie: Markus Pytlik
- Ich glaube an Gott, den Vater, Text: Apostolisches Glaubensbekenntnis, Melodie: Straßburg, 1525, Neufassung 1992
- Ich glaube an Gott, den Vater, Text: Apostolisches Glaubensbekenntnis, Melodie: Ostkirchlich, eingerichtet 1989
- Ich glaube, dass die Heiligen, Text: Philipp Friedrich Hiller, 1731, Melodie: Bis hierher hat mich Gott gebracht von Peter Sohren, 1668
- Ich grüße dich am Kreuzesstamm, Text: Valentin Ernst Löscher, 1722, Melodie: O Mensch, bewein dein Sünde groß von Matthäus Greiter, 1525
- Ich habe nun den Grund gefunden, Text: Johann Andreas Rothe, (vor 1722) 1727, Melodie: O das ich tausend Zungen hätte bei Johann Balthasar König, 1738
- Ich hab mein Sach Gott heimgestellt, Text: Johann Leon, 1589
- Ich heb mein Augen sehnlich auf, Text: Cornelius Becker, 1602, Melodie: Wenn wir in höchsten Nöten sein von Johann Baptista Serranus, 1567
- Ich liege, Herr, in deiner Hut, Text: Jochen Klepper, 1938, Melodie: Fritz Werner, 1951
- Ich lobe dich von ganzer Seele, Text: Friedrich Konrad Hiller, 1711, Melodie: Nun saget Dank und lobt den Herren von Guillaume Franc, 1543 / Loys Bourgeois, 1551
- Ich lobe meinen Gott, der aus der Tiefe mich holt, Text: Hans-Jürgen Netz, 1979, Melodie: Christoph Lehmann, 1979
- Ich lobe meinen Gott von ganzem Herzen, Text: nach Psalm 9, 2–3, Melodie: Claude Fraysse, 1976
- Ich möcht’, dass einer mit mir geht, Text und Melodie: Hanns Köbler, 1964
- Ich möchte Glauben haben, Text und Melodie: Eberhard Borrmann, 1977
- Ich ruf zu dir, Herr Jesu Christ, Text: Johannes Agricola (?), um 1526/1527, Melodie: Hagenau, um 1526/1527
- Ich singe dir mit Herz und Mund, Text: Paul Gerhardt, 1653, Melodie: „Harmonischer Liederschatz“, Frankfurt 1738
- Ich singe dir mit Herz und Mund, Text: nach Paul Gerhardt, 1653, Kanon für 4 Stimmen nach einer Melodie von Johann Crüger von Herbert Beuerle, 1963
- Ich steh an deiner Krippen hier, Text: Paul Gerhardt, 1653, Melodie: Johann Sebastian Bach, 1736, Melodie II: „Es ist gewisslich an der Zeit“, 15. Jahrhundert, Geistlich Wittenberg, 1529
- Ich steh in meines Herren Hand, Text: Philipp Spitta, 1833, Melodie: Wo Gott der Herr nicht bei uns hält, Wittenberg, 1529
- Ich steh vor dir mit leeren Händen, Herr, Text: Lothar Zenetti, 1974, nach dem niederländischen Ik sta voor U von Huub Oosterhuis 1966, Melodie: Bernard Huijbers, 1961
- Ich weiß, mein Gott, daß all mein Tun, Text: Paul Gerhardt, 1653, Meloedie: 16. Jahrhundert, Dresden, 1608
- Ich weiß, woran ich glaube, Text: Ernst Moritz Arndt, 1819, Melodie: Heinrich Schütz, 1628/1661
- Ich will dem Herrn singen mein Leben lang, Text: Psalm 104 Vers 33, Kanon für 3 Stimmen von Johannes Petzold, 1969
- Ich will den Herrn loben allezeit, Text: Psalm 34 Vers 2, Kanon für 3 Stimmen von Georg Philipp Telemann, um 1735
- Ich will dich lieben, meine Stärke, Text: Johann Scheffler, 1657, Melodie (ev.): bei Johann Balthasar König, 1738; (kath.): Georg Joseph 1657
- Ich will dir danken, Herr, Text: Psalm 108 Verse 4–6, Melodie: Paul Ernst Ruppel, 1964
- Ich will, solang ich lebe, Text: Cornelius Becker, 1602, Strophe 5: Christhard Mahrenholz, 1953, Melodie: Heinrich Schütz, 1628
- Ich will zu meinem Vater gehn, Text: Lotte Denkhaus, 1975, Melodie: Dieter Trautwein, 1976
- Ich wollt, dass ich daheime wär, Text: nach Heinrich Laufenberg, 1430, Melodie: Straßburg, 1430
- Ihr Christen, hoch erfreuet euch!, Text: Speyer 1941 nach Johann Samuel Diterich 1765, Melodie: nach Johann Leisentrit 1584/Erhard Quack 1941
- Ihr Christen, singet hoch erfreut, Text: Christoph Moufang nach O filii et filiae von Jean Tisserand vor 1494, 1865, Melodie: Paris 1623
- Ihr Engel allzumal, preist Jesus tausendmal, Text und Melodie: nach Mainzer Cantual 1715
- Ihr Freunde Gottes allzugleich, Text: nach Köln 1623, Melodie: Einheitslieder 1947 nach Michael Vehe 1537 und Innsbruck 1588
- Ihr Kinderlein, kommet, Text: Christoph von Schmid, (1808/10) 1811, Melodie: Johann Abraham Peter Schulz, 1794, geistlich Gütersloh, 1832
- Ihr lieben Christen, freut euch nun, Text: Erasmus Alber, 1546, Melodie: Steht auf, ihr lieben Kinderlein, 15. Jahrhundert, geistlich bei Nikolaus Herman, 1560
- Ihr werdet die Kraft des Heiligen Geistes empfangen, Text: Apostelgeschichte 1 Vers 8, Melodie und Kanon für 3 Stimmen: Paul Ernst Ruppel, 1964
- Im Frieden dein, o Herre mein, Text: Friedrich Spitta, 1898 nach einem Lied zum Lobgesang des Simeon (Lukas 2,29–32) von Johannes Anglicus (Johann Englisch) vor 1530, Melodie: Wolfgang Dachstein, vor 1530
- Im Jubel ernten, die mit Tränen säen, Text: Thomas Laubach nach Psalm 126,5, Melodie: Thomas Quast
- Im Osten tritt die Sonne auf ihre goldne Bahn, Text: Morgengebet der Kirche, Melodie: Kurt Grahl
- Immanuel, der Herr, ist hier, Heinrich Cornelius Hecker, 1699–1743
- In allen meinen taten, Text: Paul Fleming, (1633) 1642, Melodie: O Welt, ich muss dich lassen, 15. Jahrhundert
- In Christus gilt nicht Ost noch West, Text: John Oxenham, 1924, deutsch Strophe 1–3 Hamburg, 1971, Strophe 4 Samuel Rothenberg, Melodie: William Croft, 1708
- In Christus ist mein ganzer Halt Text (nach dem englischen In Christ alone my hope is found): Guido Baltes Melodie:  Keith Getty und Stuart Townend 2001
- In dem Herren freuet euch, Text: Kurt Müller-Osten, 1941, Melodie: Christian Lahusen, (1946) 1948
- In der Mitte der Nacht, Text: Sybille Fritsch, Melodie: Fritz Baltruweit
- In dich hab ich gehoffet, Herr, Text: Adam Reissner, 1533, Melodie: Böhmen, 15. Jahrhundert
- In dieser Nacht sei du mir Schirm und Wacht, Text: Köln (1727), Melodie: Düsseldorf (1759), bei Joseph Hermann Mohr (1881)
- In dir ist Freude, Text: Cyriakus Schneegass, 1598, Melodie: Giovanni Giacomo Gastoldi, 1591, geistlich Erfurt, 1598
- In Gottes Namen fahren wir, Text: Nikolaus Herman, (1560) 1562 nach einem Kreuzfahrerlied aus dem 12. Jahrhundert, melodie: 15. Jahrhundert
- In Gottes Namen fang ich an, Text: Salomo Liscow, (vor 1672) 1674, Melodie: Sei Lob und Ehr dem höchsten Gut von Johann Crüger, 1653
- In Jubel, Herr, wir dich erheben, Text: Maria Luise Thurmair 1940, Melodie: Erhard Quack 1970
- Ins Wasser fällt ein Stein, Text: Manfred Siebald, 1973 nach dem englischen Pass it on, Melodie: Kurt Frederic Kaiser, 1965
- Ist das der Leib, Herr Jesu Christ, Text: Friedrich Spee 1623, Melodie: Würzburg 1628
- Ist Gott für mich, so trete, Text: Paul Gerhardt, 1653, Melodie: England um 1590, geistlich Augsburg, 1609

### J
- Ja, ich will euch tragen, Jochen Klepper, 1938, Melodie: Samuel Rothenberg, 1939
- Ja, ich will singen, Kanon für 2 Stimmen von Reinhold Kurth, 1949
- Jauchz, Erd, und Himmel, juble hell, Ambrosius Blarer, um 1533/34, Melodie: „O Mensch, bewein dein Sünde groß“, Matthäus Greiter, 1525
- Jauchze Erd und Himmel, sing ihm alle Welt, Kanon für 2 Stimmen von Jacques Berthier, 1981
- Jauchzet, ihr Himmel, Text: Gerhard Tersteegen, 1731, Melodie: Rudolf Mauersberger, 1926
- Jauchzt, alle Lande, Gott zu Ehren, Text: Matthias Jorissen, 1798, Melodie: Nun saget Dank und lobt den Herren von Guillaume Franc, 1543, Loys Bourgeois, 1551
- Jerusalem, du hochgebaute Stadt, Text: Johann Matthäus Meyfart, 1626, Melodie: Melchior Franck, 1663
- Jerusalem, du neue Stadt, Text: nach Chorus novae Ierusalem von Fulbert von Chartres, Übersetzung: Münsterschwarzach, Melodie: Heinrich Schütz 1661
- Jesaia, dem Propheten, das geschah, Martin Luther, 1526
- Jesu, deine Passion, Text: Sigmund von Birken, 1653, Melodie: „Jesu Kreuz, Leiden und Pein“, Melchior Vulpius, 1609
- Jesu, deine tiefen Wunden, Johann Heermann, 1644, Melodie: „Der am Kreuz“, Johann Balthasar König, 1738
- Jesu, der du bist alleine, Text: Gerhard Tersteegen, 1731, Melodie: Alles ist an Gottes Segen von Johann Löhner, 1691
- Jesu, frommer Menschenherden, Sigmund von Birken, 1626–1681
- Jesu, geh voran, Text: Nikolaus Ludwig von Zinzendorf, (1721) 1725, bearbeitet von Christian Gregor, 1778, Melodie: Adam Drese, 1698
- Jesu, großer Wunderstern, Erdmann Neumeister, 1671–1756
- Jesu, hilf siegen, Text: Johann Heinrich Schröder, 1695, Melodie: Jesus ist kommen, Grund ewiger Freude, Köthen, um 1733
- Jesu, Kraft der blöden Herzen, Christian Knorr von Rosenroth, 1636–1689, Melodie: „Herr, ich habe mißgehandelt“, Johann Crüger, 1649
- Jesu Kreuz, Leiden und Pein, Text: Petrus Herbert, 1566 nach dem tschechischen Vmučenj nasseho pána gezukrysta, 1501, Melodie: Prag, 1522, Böhmische Brüder, 1501/1531
- Jesu, meine Freude, meines Herzens Weide, Text: Johann Franck, 1653, Melodie: Johann Crüger, 1653
- Jesu, meine Freude, Trost in allem Leide, Text: Maria Luise Thurmair 1985, Melodie: Johann Crüger 1653
- Jesu, meines Lebens Leben, Text: Ernst Christoph Homburg, 1659, Meloedie: Wolfgang Wessnitzer, 1661
- Jesu, stärke deine Kinder, Text: Wilhelm Erasmus Arends, 1714, Melodie: Wachet auf, ruft uns die Stimme von Philipp Nicolai, 1599
- Jesus Christ, you are my life, Text: Deutsch: Ulrich Hennes, Englisch: Annamaria Newell, Melodie: Marco Frisina 2000
- Jesus Christus, das Leben der Welt, Text: Dieter Trautwein, 1982, Melodie: Herbert Beuerle, 1975/1982
- Jesus Christus, Gottes Lamm, Joachim Justus Breithaupt, 1658–1732
- Jesus Christus, guter Hirte, TexT: Adelgart Gartenmeier 1997, Melodie: Kamilla Usmanova 2008
- Jesus Christus herrscht als König, Text: Philipp Friedrich Hiller, (1755) 1757, Melodie: Johann Löhner, 1691
- Jesus Christus, unser Heiland, der den Tod überwand, Text und Melodie: Martin Luther, 1524/1529
- Jesus Christus, unser Heiland, der von uns den Gotteszorn wandt, Text: Martin Luther, 1524, teilweise nach dem Hymnus Jesus Christus nostra salus des Johann von Jenstein, Melodie: Hohenfurt, 1410
- Jesus, der zu den Fischern lief, Text: Jürgen Henkys, (1975) 1977 nach dem niederländischen „Jezus die langs het Water liep“ von Ad den Besten, 1961, Melodie: Frits Mehrtens, 1961
- Jesus, dir leb ich. Jesus, dir sterb ich., Text: 1. Strophe: Martin Luther nach Römer 14,8, 2. Strophe: Stuttgart 1838, Melodie: Franz Bühler
- Jesus errettet mich jetzt, 1875, Melodie: Ernst Heinrich Gebhardt
- Jesus, du bist hier zugegen, Text: 1. und 4. Strophe: Ernst Xaver Turin, 2. und 3. Strophe: Guido Fuchs, Melodie: nach Luxemburg 1768
- Jesus, du mein Leben, Text: Albert Höfer, Melodie: nach Johann Crüger 1953
- Jesus, du bist hier zugegen, Text: Mainz 1787/1974, Melodie: nach Luxemburg 1768
- Jesus hat die Kinder lieb, Text und Melodie: Kurt Rommel, 1970
- Jesus ist kommen, Grund ewiger Freude, Text: Johann Ludwig Konrad Allendorf, 1736, Melodie: Köthen, um 1733
- Jesus lebt, mit ihm auch ich, Christian Fürchtegott Gellert, 1757, Melodie: Berlin, 1653
- Jesus, meine Zuversicht, Text: Otto von Schwerin, (1644) 1653, Melodie: Berlin, 1653
- Jesus nimmt die Sünder an, Text: Erdmann Neumeister, 1718, Melodie: „Meinen Jesum lass ich nicht“, Johann Ulich, 1674
- Jesus soll die Losung sein, Text: Benjamin Schmolck, 1725, Melodie: „Meinen Jesum lass ich nicht“, Johann Ulich, 1726
- Jesus, uns’ Heiland von’n Himmel kaamen, Text: Plattdeutsch Celle 1989 nach Schönster Herr Jesu, Melodie: Glatz vor 1842
- Jesus zieht in Jerusalem ein, Gottfried Neubert, 1968
- Jetzt, Christen stimmet an, Text und Melodie: Wallfahrtslied aus dem Kloster Trebnitz, Breslauer Gesangbuch 1925
- Jetzt, da die Zeit sich nähert deiner Leiden, Conrad Ferdinand Meyer, o. J., Melodie: Johann Crüger, 1640 nach Guillaume Franc, 1543
- Jona, Jona, auf nach Ninive, Text und Melodie: Eberhard Laue, 1968
- Jubilate coeli, Kanon für 4 oder 8 Stimmen von Jacques Berthier, 1981
- Jubilate Deo, Kanon für 6 Stimmen von Michael Praetorius, 1610
- Jubilate Deo, Kanon für 2 Stimmen von Jacques Berthier, 1981

### K
- Kam einst zum Ufer nach Gottes Wort und Plan, Text: Jürgen Henkys, (1975) 1977 nach dem niederländischen Kwam van Godswege von Huub Oosterhuis, 1962/1973, Melodie: Jaap Geraedts, (1965) 1973
- Kehret um, und ihr werdet leben, Text: nach Ezechiel 18,32 und Psalm 25,4, Melodie: Christian Kröning, 1983
- Kein Tierlein ist auf Erden, Text: Clemens Brentano, 1815, Melodie: Richard Rudolf Klein, 1962
- Kleines Senfkorn Hoffnung, Text: Alois Albrecht, Melodie: Ludger Edelkötter
- Komm, du Heiland aller Welt, Text: nach Ambrosius von Mailand, 339-397, Veni redemptor gentium, Übersetzung: Markus Jenny (1971), Melodie: Einsiedeln (12. Jh.)/Martin Luther (1524)
- Komm, du wertes Lösegeld, Johann Gottfried Olearius, 1635–1711, Melodie: „Neuverfertigtes Gesangbuch“, Darmstadt 1699
- Komm, Gott Schöpfer, Heiliger Geist, Text: Martin Luther, 1524 nach dem Hymnus Veni creator spiritus des Hrabanus Maurus, 809, Melodie: Kempten um 1000
- Komm, Heilger Geist, der Leben schafft, Text: Hymnus Veni creator spiritus von Hrabanus Maurus, 809, deutsch von Friedrich Dörr, 1969, Melodie: Kempten um 1000
- Komm, Heiliger Geist, erfüll die Herzen deiner Gläubigen, Text: Nördlingen 1522, Erfurt 1525 nach der Antiphon Veni sancte spiritus, reple, 11. Jahrhundert, Melodie: 11. Jahrhundert
- Komm, Heiliger Geist, Herre Gott, Text: Strophe 1: Ebersberg um 1480 nach der Antiphon Veni sancte spiritus, reple, 11. Jahrhundert, Strophe 2–3: Martin Luther, 1524, Melodie: Ebersberg um 1480
- Komm, Heilger Geist, mit deiner Kraft, Text: Klaus Okonek / Jo Raile, Melodie: aus Israel
- Komm her, freu dich mit uns, tritt ein, Text und Melodie: Helmut Hucke (1971) nach einem amerikanischen Lied
- Komm herab, o Heilger Geist, Text: Veni sancte Spiritus, Stephen Langton um 1200, Übersetzung: Maria Luise Thurmair und Markus Jenny 1971, Melodie: nach Paris um 1200
- Komm, Herr Jesu, komm, Text: Maria Luise Thurmair 1951/1973, Melodie: Heinrich Rohr 1951
- Komm, Herr Jesu, sei du unser Gast, Text: Brüdergemeine London, 1753, Kanon für 3 Stimmen, mündlich überliefert
- Komm, Herr Jesus, komm zur Erde, Text: Georg Thurmair 1939, Melodie: Erhard Quack 1950/1968
- Komm, Herr, segne uns, Text und Melodie: Dieter Trautwein, 1978
- Komm in unsre stolze Welt, Text: Hans Graf von Lehndorff, 1968, Melodie: Manfred Schlenker, 1982
- Komm, o komm, du Geist des Lebens, Text: Heinrich Held, 1658, Melodie: Meiningen, 1693
- Komm, o Tröster, Heilger Geist, Text: Maria Luise Thurmair (1970) 1972 nach Veni sancte Spiritus, Stephen Langton um 1200, Melodie: Bremen 1639
- Komm, sag es allen weiter, Text: Friedrich Walz, 1964, Melodie: nach dem Spiritual Go, tell it on the mountains
- Komm, Schöpfer Geist, kehr bei uns ein, Text: nach der Übertragung des Veni, creator Spiritus (Hrabanus Maurus zugeschrieben) von Heinrich Bone 1847, Melodie: Köln 1741
- Kommet, ihr Hirten, Text: Carl Riedel, 1870 nach einem Weihnachtslied aus Böhmen, Melodie: 1605
- Kommt her, des Königs Aufgebot, Text: Friedrich Spitta, 1898, Melodie: Heinrich Schütz, 1661
- Kommt her, ihr seid geladen, Text: Ernst Moritz Arndt, 1819, Melodie: Johann Crüger, 1653
- Kommt her, ihr Kreaturen all, Text: nach Aufhausener Gesangbuch 1687, Melodie: nach Aufhausener Gesangbuch 1687 / Düsseldorf 1759
- Kommt her und schaut, kommt, laßt uns doch von Herzen, Michael Bapzien, 1628–1693, Melodie: Johann Crüger, 1640
- Kommt her zu mir, spricht Gottes Sohn, Text: Georg Grünwald, 1530, Melodie: um 1504
- Kommt herbei, singt dem Herrn, Text: Diethard Zils nach Psalm 95 (1971), Melodie: aus Israel
- Kommt mit Gaben und Lobgesang, Text: Detlev Block, 1988 nach dem englischen Let us talents und tongues employ von Fred Kaan, 1975, Melodie: Doreen Potter, 1972 nach einem Volkslied aus Jamaica
- Kommt und laßt uns Christum ehren, Text: Paul Gerhardt, 1667, Melodie: „Quem pastores laudavere“, 1555
- Kommt und lobet ohne End, Text: Prag 1783 / Heinrich Bone 1847, Melodie: Prag 1805 / Leipzig 1838, Alternativmelodie: Prag 1805 / Würzburg 1838
- König der Könige, was taten sie dir?, Text und Melodie: Jesus-Bruderschaft Gnadenthal
- König ist der Herr, Text: Maria Luise Thurmair 1971 nach Psalm 99, Melodie: Genf 1562
- Korn, das in die Erde, Text: Jürgen Henkys, (1976) 1978 nach dem englischen „Now the green blade rises“ von John Campbell Crum, 1928, Melodie: „Noël nouvelet“, aus der Provence, Frankreich, 15. Jahrhundert
- Kreuz, auf das ich schaue, Text: Eckart Bücken, 1982, Melodie: Lothar Graap, 1982
- Kündet allen in der Not, Text: Friedrich Dörr (1971), Melodie: Johann Rudolph Ahle (1662)/Halle (1704/1708)
- Kyrie eleison, gregorianisch
- Kyrie eleison, Straßburg, 1524
- Kyrie eleison, Martin Luther, 1526
- Kyrie leison, Text und Melodie von Martin Luther, 1529, nach einer mittelalterlichen Litanei
- Kyrie eleison, Orthodoxe Liturgie aus der Ukraine
- Kyrie leison, Jacques Berthier, Taizé 1978
- Kyrie eleison, Ewald Weiss, 1983
- Kyrie eleison, Kanon für 4 Stimmen von Herbert Beuerle, 1952
- Kyrie, Gott Vater in Ewigkeit, Text und Melodie: 1537/38 nach Kyrie, fons bonitatis, um 950
- Kyrie, Gott Vater in Ewigkeit, Text: Johann Spangenberg, Melodie: Erfurt 1525

### L
- Lamm Gottes, du Heil der Welt, Text und Melodie: Lobet den Herrn 1957
- Lamm Gottes, du nimmst hinweg, Ewald Weiss, 1983
- Lass dich, Herr Jesu Christ, Text: Johann Heermann, 1630, Melodie: Regensburg, 1675
- Lass die Wurzel unsers Handelns, Text: Strophe 1: Paul Kaestner, 1921, Strophe 2: Dieter Trautwein, 1986, Melodie: Volker Ochs, 1971
- Lass mich dein sein und bleiben, Text: Nikolaus Selnecker, 1572, Melodie: „Valet will ich dir geben“, Melchior Teschner, 1614
- Lass mich, o Herr, in allen Dingen, Text: Georg Joachim Zollikofer, 1766, Melodie: Hamburg, 1690
- Lauss uns in deinem Namen, Herr, die nötigen Schritte tun, Text und Melodie: Kurt Rommel 1964
- Lasset uns mit Jesus ziehen, Text: Sigmund von Birken, 1653, Melodie: Johann Schop, 1641
- Lasst uns alle fröhlich sein, aus: „Gesangbuch, Ander Teil“, Dresden 1632
- Lasst uns den selgen Bernhard loben, Text: Josef Steiner 1996, Melodie: Guillaume Franc 1543 / Loys Bourgeois 1551
- Lasst uns erfreuen herzlich sehr, Text: Friedrich Spee, Melodie: Köln (1623) 1625
- Lasst uns Gott, dem Herrn, lobsingen!, Text: Petronia Steiner 1944, Melodie: Johann Georg Ebeling 1666
- Lasst uns loben, freudig loben, text: Georg Thurmair 1948, Melodie: Erhard Quack 1948/1971
- Lasst uns mit süßen Weisen, Johann Michael Dilherr, 1604–1669
- Lasst uns miteinander, Text und Kanon für 4 Stimmen eines unbekannten Verfassers
- Lasst uns tun, was er geboten Julius Köbner
- Laudate omnes gentes (Lobsingt, ihr Völker alle), Text: nach Psalm 117,1, Melodie: Jacques Berthier, Taizé, 1978
- Laudato si, o mi signore, Text: Winfried Pilz 1974 nach dem italienischen Sonnengesang des hl. Franz von Assisi, 1225, Melodie: mündlich überliefert
- Liebe, die du mich zum Bilde, Text: Johann Scheffler, 1657, Strophe 4: Frankfurt am Main, 1695, Melodie: Meiningen, 1693
- Liebe, du ans Kreuz für uns erhöhte, Text: Carl Bernhard Garve, 1825, Melodie: Johann Crüger, 1647
- Liebe ist nicht nur ein Wort, Text: Eckart Bücken, 1973, Melodie: Gerd Geerken, 1973
- Liebster Jesu, sei willkommen, Samuel Grosser, 1664–1736
- Liebster Jesu, wir sind hier, deinem Worte nachzuleben, Text: Benjamin Schmolck, 1704, Melodie: Johann Rudolf Ahle, 1664, bei Wolfgang Carl Briegel, 1687
- Liebster Jesu, wir sind hier, dich und dein Wort anzuhören; Text: Tobias Clausnitzer, 1663, Melodie: Johann Rudolf Ahle, 1664, bei Wolfgang Carl Briegel, 1687
- Lob erschallt aus Hirtenmunde, Text: Walther Hensel, Melodie: Hohenfurt um 1450 / Prag 1541
- Lob Gott getrost mit Singen, Text: Böhmische Brüder, 1544, Melodie: 16. Jahrhundert, bei Otto Riethmüller, 1932
- Lob sei dem allmächtigen Gott, Michael Weiße, um 1542
- Lob sei dem Herrn, Ruhm seinem Namen!, Text: Erhard Quack und Manuel Thomas 1940/1967 nach Psalm 34, Melodie: Erhard Quack 1940
- Lob, Ehr und Preis sei unserm Gott, Martin Moller, 1547–1606, Melodie 1: „Nürnbergisches Gesangbuch“, 1676, Melodie 2: Martin Luther 1539
- Lobe den Herren, den mächtigen König der Ehren, Text: Joachim Neander, 1679, Melodie: Stralsund 1665
- Lobe den Herren, o meine Seele!, Text: Johann Daniel Herrnschmidt, 1714, Melodie: aus dem Anhang der „Seelen-Harpff“, Onolzbach 1665
- Lobet den Herren alle, die ihn ehren, Text: Paul Gerhardt, 1653, Melodie: Johann Crüger, 1653/1662
- Lobet den Herren alle, die ihn ehren, Kanon für 4 Stimmen: Herbert Beuerle, 1967
- Lobet den Herren, denn er ist sehr freundlich, Text: Leipzig, 1565, Melodie: Johann Crüger, 1653/1662
- Lobet den Herrn, und dankt ihm seine Gaben, Text: Bartholomäus Ringwaldt, 1586, Melodie: Johann Crüger, 1640
- Lobet und preiset, ihr Völker, den Herrn, Text und Kanon für 3 Stimmen: mündlich überliefert
- Lobpreiset all zu dieser Zeit, Text: nach Heinrich Bone (1851), Melodie: Wittenberg (1529)
- Lobsingt, ihr Völker alle (Laudate omnes gentes), Text: nach Psalm 117,1, Melodie: Jacques Berthier, Taizé, 1978
- Lobt den Herrn, unter uns erblüht sein Stern, Text: Gerhard Valentin, 1973, Melodie : aus Israel
- Lobt froh den Herrn, ihr jugendlichen Chöre, Text: Georg Gessner, 1795, Melodie: Hans Georg Nägeli, 1815
- Lobt Gott, den Herrn der Herrlichkeit, Text: Matthias Jorissen, 1798, Melodie: Loys Bourgeois, 1551
- Lobt Gott, den Herrn, ihr Heiden all, Text: Joachim Sartorius, 1591, Melodie: Melchior Vulpius, 1609
- Lobt Gott, ihr Christen alle gleich, Text: Nikolaus Herman, 1560, Melodie: Nikolaus Herman, 1554
- Lobt Gott in allen Landen, Text: Martin Behm, (1604) 1606, Melodie: Wittenberg, 1545
- Lobt in seinem Heiligtume, den, der große Wunder tut, Julius Köbner
- Lobt und preist die herrlichen Taten des Herrn, Text: Diethard Zils, 1970, Melodie: Lucien Deiss, 1954

### M
- Mache dich auf und werde Licht, Text: nach Jes. 60,1, Melodie: Markus Jenny
- Mache dich, mein Geist bereit, Text: Johann Burchard Freystein 1695, Melodie: vor 1681, geistlich Braunschweig 1686 / Dresden 1694
- Mach’s mit mir, Gott, nach deiner Güt, Text: Johann Hermann Schein 1628, Melodie: Bartholomäus Gesius 1605 / Johann Hermann Schein 1628
- Macht hoch die Tür, Text:Georg Weissel, (1623) 1642, Melodie 1: Johann Stobäus 1642, Melodie 2: Johann Anastasius Freylinghausen 1704
- Macht weit die Pforten in der Welt, Text: Albert Knapp 1829, Melodie: Adolf Lohmann 1938
- Magnificat, Kanon zu 4 Stimmen: Jacques Berthier 1978
- Man lobt dich in der Stille, Text: Johann Rist 1651/1654, Melodie: 15. Jahrhundert, geistlich Hans Kugelmann (um 1530) 1540
- Manchmal feiern wir mitten am Tag, Text: Alois Albrecht 1974, Melodie: Peter Janssens 1974
- Manchmal kennen wir Gottes Willen, Text: Kurt Marti / Arnim Juhre 1966, Melodie: Felicitas Kukuck 1967
- Maria aufgenommen ist, Text: nach Würzburg 1621 / Heinrich Bone 1847, Melodie: Köln (1623) 1625
- Maria, breit den Mantel aus, Text: Innsbruck 1640, Melodie Joseph Hermann Mohr, 1891
- Maria, dich lieben ist allzeit mein Sinn, Text: Friedrich Dörr (1972) 1975, Melodie: Paderborn 1765
- Maria durch ein Dornwald ging, Text und Melodie: bei August Franz von Haxthausen (1850)
- Maria, Maienkönigin, Text: Guido Görres 1847, Melodie: Anselm Schubiger 1845
- Maria, Mutter, Friedenshort (Neuzeller Wallfahrtslied)[1], Text: Georg Schröter 1948, Melodie: Adolf Lohmann 1948
- Maria, Mutter unsres Herrn, Text: Maria Luise Thurmair 1969 nach der Liederparaphrase von Franz Joseph Weinzierl 1816 über Alma Redemptoris Mater, Melodie: Köln 1599
- Maria, wir dich grüßen, Text: nach verschiedenen Fassungen, Melodie: Luxemburg 1847
- Meerstern, ich dich grüße, Text: Köln 1638, Paderborn 1765, bei August von Haxthausen 1850, Melodie: Hans Breuer 1909 nach August von Haxthausen 1850 und Ludwig Erk / Franz Magnus Böhme 1894
- Mein erst Gefühl sei Preis und Dank, Text: Christian Fürchtegott Gellert, Melodie: um 1570, bei Michael Praetorius 1610
- Mein fester Fels und starker Hort, Unbekannt, Melodie: „Ein feste Burg“, Martin Luther, 1529
- Mein ganzes Herz erhebet dich, Text: Zürich (1941) nach älteren Vorlagen, Melodie: Paris (1530)
- Mein Gott, du bist und bleibst mein Gott, Benjamin Schmolck, 1672–1737
- Mein Gott, ich wart auf deine Stunde, Benjamin Schmolck, 1672–1737
- Mein Gott, welche Freude!, Text: Lutz Hoffmann / Franz Mausberg / Karl Norres / Leo Schuhen, Melodie: Spiritual
- Mein Gott, wie bist du so verborgen, Salomo Franck, 1659–1725
- Mein Herr und mein Gott, Niklaus von Flüe
- Mein Herz ist bereit, Text: Psalm 57, 8, Kanon für 4 Stimmen: Paul Ernst Ruppel 1937
- Mein Herz und Geist erheben dich, Text: Detlev Block 1978, Melodie: Herbert Beuerle 1983
- Mein Herzens-Jesu, meine Lust, Johann Christian Lange, 1669–1756
- Mein Hirt ist Gott der Herr, Text: nach Caspar Ulenberg 1582 nach Psalm 23, Melodie: Johannes Hatzfeld 1948 nach Caspar Ulenberg 1582
- Mein schönste Zier und Kleinod bist, Text: Königsberg 1527 bei Johannes Eccard, Melodie: Nürnberg 1581, bei Sethus Calvisius 1594
- Mein Schöpfer steh mir bei, Text: Detlev Block 1990 nach Johann Jakob Rambach 1729, Melodie: Franz Heinrich Meyer 1741 nach einer älteren Melodie
- Mein Seel, o Herr, muss loben dich, Text: Erasmus Alber (Str. 1) 1534/36, (vor 1553) 1555 (Str. 2–11), Melodie: bei Bartholomäus Gesius 1603 / Michael Praetorius 1607
- Mein Vater, denk an mich, Johann Friedrich Starck, 1680–1756
- Mein Volk, mein Volk, was tat ich dir, Text und Melodie: Münster, Christoph Bernhard Verspoell 1810
- Meine engen Grenzen, Text: Eugen Eckert 1981, Melodie: Winfried Heurich 1981
- Meine Seel, ermuntre dich, Johann Kaspar Schade, 1666–1698
- Meine Seele erhebt den Herren, Text: Evangelium nach Lukas 1, 46–47, Kanon für 3 Stimmen: Paul Ernst Ruppel 1938
- Meine Seele, meine Seele wartet auf den Herren, Text: aus Psalm 130, Melodie: aus Israel
- Meine Seele preist den Herrn, Kanon zu 4 Stimmen: Jacques Berthier 1978
- Meine Zeit steht in deinen Händen, Text und Melodie: Peter Strauch
- Meinem Gott gehört die Welt, Text: Arno Pötzsch 1934/1949, Melodie: Christian Lahusen 1948
- Meinen Jesus lass ich nicht, Text: Christian Keimann 1658, Melodie: Johann Ulich 1674
- Menschen, die ihr wart verloren, Text: Christoph Bernhard Verspoell (1810), Melodie: Christoph Bernhard Verspoell (1810), Trier (1847)
- Menschen, dient aus frohem Triebe, eucharistisches/Sakraments-Lied wohl von Christoph Bernhard Verspoell
- Mir ist Erbarmung widerfahren, Text: Philipp Friedrich Hiller 1767, Melodie: Georg Neumark 1641 (1657)
- Mir nach, spricht Christus, unser Held, Text: Johann Scheffler 1668, Melodie: Bartholomäus Gesius 1605 / Johann Hermann Schein 1628
- Mit den Hirten will ich gehen, Quandt/Rische 1885
- Mit der Erde kannst du spielen, text: Reinhard Bäcker, Melodie: Detlev Jöcker
- Mit Ernst, o Menschenkinder, Valentin Thilo, 1642 und Lüneburg 1657, Melodie 1: „Aus meines Herzens Grunde“ in: „Neu Catechismus-Gesangbüchlein“, Hamburg 1598, Melodie 2: „Von Gott will ich nicht lassen“ Lyon 1557, geistlich Erfurt 1563
- Mit Freuden zart zu dieser Fahrt, Text: Georg Vetter 1566, Melodie: Böhmische Brüder 1566 nach Guillaume Franc 1543
- Mit Fried und Freud ich fahr dahin, Text und Melodie: Martin Luther 1524
- Mit meinem Gott geh ich zur Ruh, Text: Cornelius Becker 1602 und Breslau 1690, Melodie: Leipzig 1573, bei Seth Calvisius 1594
- Mitten wir im Leben sind, Text: Salzburg 1456 nach der Antiphon Media vita morte sumus 11. Jahrhundert und Martin Luther 1524, Melodie: Salzburg 1456 / Johann Walter 1524
- Möge die Straße uns zusammenführen, Text: Markus Pytlik nach irischen Vorlagen, Melodie: Markus Pytlik
- Monarche aller Ding, dem alle Seraphinen, Johann Anastasius Freylinghausen
- Morgenglanz der Ewigkeit, Text: Christian Knorr von Rosenroth (1654) 1684, teilweise nach Martin Opitz 1634, Melodie: Johann Rudolf Ahle 1662
- Morgenlicht leuchtet, Text: Jürgen Henkys (1987) 1990 nach dem englischen Morning has broken von Eleanor Farjeon vor 1933, Melodie: gälisches Volkslied vor 1900, geistlich 1933
- Morgenstern der finstern Nacht, Text: Angelus Silesius 1657, Melodie: Georg Joseph 1657
- Müde bin ich, geh zur Ruh, Text: Luise Hensel 1817, Melodie: Kaiserswerth 1842

### N
- Nach dir, o Gott, verlanget mich, Anton Ulrich Herzog zu Braunschweig und Lüneburg, 1633–1714
- Näher, mein Gott, zu dir, Text: Ehrhardt Friedrich Wunderlich nach Sarah Flower Adams, Melodie: Lowell Mason
- Neujahrslied 1597, Anton Praetorius, 1560–1613
- Nimm an, o Herr, die Gaben, Text: Franz Seraph von Kohlbrenner 1777, Melodie: nach Michael Haydn 1795
- Nimm, o Gott, die Gaben, die wir bringen, Text: Raymund Weber (2009), Melodie: Andrew Lloyd Webber (1970)
- Nimm von uns, Herr, du treuer Gott, Text: Martin Moller 1584 nach „Aufer immensam, deus, aufer iram“ Wittenberg 1541, Melodie: Tischsegen des Mönch von Salzburg vor 1396 / Böhmische Brüder 1531, Martin Luther 1539
- Noch ehe die Sonne am Himmel stand, Text: Eugen Eckert 1990, Melodie: Sergej Andrewitsch Bazuk 1984
- Noch kann ich es nicht fassen, Text: Siebenbürgen vor 1898, Melodie: Hans Leo Hassler 1601
- Nun aufwärts froh den Blick gewandt, Text: August Hermann Franke 1889, Melodie: Johann Crüger 1653
- Nun bitten wir den Heiligen Geist, Text: 13. Jahrhundert und Martin Luther 1524, Melodie: 13. Jahrhundert / Jistebnitz um 1420
- Nun, Brüder, sind wir frohgemut, Text: Georg Thurmair 1935, Melodie: Adolf Lohmann 1936
- Nun danket all und bringet Ehr, Text: Paul Gerhardt 1647, Melodie: Johann Crüger 1653
- Nun danket alle Gott, Text: Martin Rinckart 1636, Melodie: Martin Rinckart, bearbeitet von Johann Crüger, 1647
- Nun danket alle Gott für seine große Gnade, Text und Melodie: Johannes Leib
- Nun danket Gott, erhebt und preiset, Text: Johannes Stapfer 1775 und Matthias Jorissen 1798, Melodie: Pierre Davantès 1562
- Nun freue dich, du Christenheit, Text: nach Freut euch, alle Christenheit, Mainz um 1940, Melodie: Mainz 1410/1947
- Nun freut euch hier und überall, Text: nach Paul Gerhardt, Melodie: Johann Crüger 1653
- Nun freut euch, ihr Christen, Text: Joseph Hermann Mohr, 1873 nach dem Adeste fideles von John Francis Wade und Étienne-Jean-François Borderies, um 1750, Melodie: John Francis Wade (?), um 1750
- Nun freut euch, lieben Christen g’mein, Text und Melodie: Martin Luther 1523 – sein erster Choral
- Nun gehören unsre Herzen ganz dem Mann von Golgatha, Text: Friederich von Bodelschwingh 1938, Melodie: Richard Lörcher (1946) 1949
- Nun ist sie da, die rechte Zeit, Text: nach Nunc tempus acceptabile, spätestens 10. Jh., Übersetzung: Maria Luise Thurmair, Melodie: bei Louis Pinck 1928
- Nun jauchzet, all ihr Frommen, Text: Michael Schirmer 1640, Melodie: Johann Crüger 1640
- Nun jauchzt dem Herren all Welt, Text: David Denicke 1646 nach Cornelius Becker 1602 und Lüneburg 1652, Melodie: um 1358 / Hamburg 1598 / Hannover 1646 / „Nürnbergisches Gesangbuch“, 1676
- Nun komm, der Heiden Heiland, Text: Martin Luther 1524 nach dem Hymnus „Veni redemptor gentium“ des Ambrosius von Mailand um 386, Melodie: Einsiedeln 12. Jahrhundert / Martin Luther 1524
- Nun kommt das neue Kirchenjahr, Johannes Olearius
- Nun lässest du, o Herr, Text: Georg Thurmair (1966) 1967 nach Lukas 2,29-32 (Nunc dimittis), Melodie: 2010 nach Ottawa 1994
- Nun lasst uns gehn und treten, Text: Paul Gerhardt 1653, Melodie: bei Nikolaus Selnecker 1587
- Nun laßt uns Gott, dem Herren, Text: Ludwig Helmbold 1575, Melodie: bei Nikolaus Selnecker 1587
- Nun laßt uns Gottes Güte, Johann Michael Dilherr, 1604–1669
- Nun legen wir den Leib ins Grab, Text: Michael Weiße 1531 und Martin Luther 1540, Ökumenische Fassung 1978, Melodie: Wittenberg 1544
- Nun lob, mein Seel, den Herren, Text: Johann Gramann (um 1530) 1540 und Königsberg 1549, Melodie: 15. Jahrhundert, geistlich Hans Kugelmann 1540
- Nun lobet Gott im hohen Thron, Text: Caspar Uhlenberg 1582/1603 nach Psalm 117, Melodie: Genf 1542 / Caspar Uhlenberg, 1603
- Nun preiset alle Gottes Barmherzigkeit!, Text und Melodie: Matthäus Appelles von Löwenstern 1644, aus „Geistliche Kirchen- und Haus-Musik“
- Nun ruhen alle Wälder, Text: Paul Gerhardt 1647, Melodie: 15. Jahrhundert, geistlich 1505
- Nun saget Dank und lobt den Herren, Text: nach Ambrosius Lobwasser 1573 und von Fritz Enderlin 1952, Melodie: Guillaume Franc 1543 / Loys Bourgeois 1531
- Nun schläfet man, Text: Gerhard Tersteegen 1745, Melodie: 17. Jahrhundert
- Nun schreib ins Buch des Lebens, Text: Straßburg 1850, Melodie: Melchior Vulpius 1609
- Nun sei uns willkommen, Herre Christ, Text: Aachen 13./14. Jahrhundert, Kanon für 4 Stimmen: Walter Rein 1934 nach einer niederländischen Melodiefassung um 1600
- Nun sich das Herz von allem löste, Text: Jochen Klepper 1941, Melodie: Guillaume Franc 1543
- Nun sich der Tag geendet hat, Text: Adam Krieger (1665) 1667 und Johann Friedrich Herzog (1670) 1692, Melodie: Adam Krieger 1656
- Nun sich der Tag geendet, mein Herz sich zu dir wendet, Text: Gerhard Tersteegen 1745, Melodie: 15. Jahrhundert
- Nun singe Lob, du Christenheit, Text: Georg Thurmair (1964) 1967, Melodie: Johann Crüger 1653
- Nun singet und seid froh (In dulci jubilo), Text: Hannover 1646 nach dem lateinisch-deutschen „In dulci jubilo“ 14. Jahrhundert und Leipzig 1545, Melodie: 14. Jahrhundert / Wittenberg 1529
- Nun singt ein neues Lied dem Herren, Text: Georg Thurmair 1971, Melodie: Loys Bourgeois 1551
- Nun steht in Laub und Blüte, Text: Detlev Block 1978, Melodie: Johann Steurlein 1575, auch als Kanon für 3 Stimmen: Jan Jürgen Wasmuth 1990
- Nun wollen wir singen das Abendlied, Text: aus dem Odenwald sowie von Friedrich Hindenlang um 1900, Melodie: Volkslied aus dem Odenwald

### O
- O Adoramus te, Domine (Wir beten dich an, Herr), Text: aus Taizé 1978, Melodie: Jacques Berthier 1978
- O Bethlehem, du kleine Stadt, Text: Helmut Barbe 1954 nach dem englischen „O little town of Bethlehem“ von Phillips Brooks 1868, Melodie: England 16. Jahrhundert / Ralph Vaughan Williams 1906
- O Christe, Morgensterne, Text: Leipzig 1579 nach dem weltlichen „Er ist der Morgensterne“, Zwickau 1531, Melodie: 16. Jahrhundert, bei Bartholomäus Gesius 1605
- O Christ hie merk, Text: Friedrich Spee (1621), Melodie: 17. Jahrhundert
- O Christenheit, sei hoch erfreut, Text: Caspar Füger (gest. 1617), Melodie: Hans Friedrich Micheelsen 1973
- O dass doch bald dein Feuer brennte, Text: Georg Friedrich Fickert 1812, Melodie: Guillaume Franc 1543
- O dass ich tausend Zungen hätte, Text: Johann Mentzer 1704, Melodie: Johann Balthasar König 1738
- O du fröhliche, Text: Johannes Daniel Falk (1816) 1819, und Heinrich Holzschuher 1829, Melodie: Sizilien vor 1788 bei Johann Gottfried Herder 1807
- O du hochheilig Kreuze, Text: Konstanz 1600, Melodie: nach Erfurt 1630
- O du Liebe meiner Liebe, Johann Scheffler, 1624–1677, Melodie: „Musikalischer Christenschatz“, Basel 1745
- O du mein Volk, was tat ich dir?, Text: Markus Fidelis Jäck nach Popule meus, Melodie: nach Köln 1844
- O Durchbrecher aller Bande, Text: Gottfried Arnold, 1698, Melodie: Halle (Saale) 1704
- O ewger Gott, wir bitten dich, Text: nach Caspar Querhammer 1537, Melodie: nach Michael Vehe 1537, Alternativmelodie: Zu dir, o Gott, erheben wir
- O filii et filiae, Jean Tisserand, 1494
- O Fürstenkind aus Davids Stamm, Philipp von Zesen, 1619–1689
- O gläubig Herz, gebenedei, Text: Michael Weiße 1531, Melodie: bei Michael Praetorius 1609
- O Gott, dein Wille schuf die Welt, Text: nach Ambrosius von Mailand Deus creator omnium, Übersetzung: Friedrich Dörr 1978, Melodie: nach Robert Schumann 1839
- O Gott, der du in Liebesbrunst, Johann Franck, 1618–1677
- O Gott, du frommer Gott, Text: Johann Heermann 1630, 1. Melodie: Braunschweig 1648, 2. Melodie: Regensburg 1675, „Neuvermehrtes Gesangbuch“, Meiningen 1693
- O Gott, du höchster Gnadenhort, Text: Konrad Hubert 1545, Melodie: Gochsheim/Redwitz 1628 / Görlitz 1648
- O Gott, wir ehren deine Macht, L. A. Gotter, 1661–1735
- O großer Schmerzensmann, Adam Thebesius, 1596–1652
- O Haupt voll Blut und Wunden, Text: Paul Gerhardt 1656 nach „Salve caput cruentatum“ des Arnulf von Löwen vor 1250, Melodie: Hans Leo Haßler 1601
- O Heiland, reiß die Himmel auf, Text: Friedrich Spee 1622, sowie bei David Gregor Corner 1631, Melodie: Köln 1638 / Augsburg 1666
- O heilge Seelenspeise, Text: 1.–3. Strophe: Einheitslieder (1947) nach Würzburg (1649), 4. Strophe: 1975, Melodie: nach Heinrich Isaac (1495/1505), bei Georg Forster (1539), Alternativmelodie: Nun ruhen alle Wälder
- O Heilger Geist, kehr bei uns ein, Text: Michael Schirmer 1640, Melodie: Philipp Nicolai 1599
- O heilger Leib des Herrn, Text: Friedrich Dörr 1954/1971, Melodie: Hans Kulla 1956
- O Heilige Dreifaltigkeit, Text: Martin Behm 1608, Melodie: Nürnberg 1676/1854
- O Heiliger Geist, o Heiliger Gott, Text: Johannes Niedling 1651, Melodie: Köln 1623, Samuel Scheidt 1650
- O heiligste Dreifaltigkeit, Justus Gesenius, 1601–1673
- O Herr, aus tiefer Klage, Text: Georg Thurmair (1935) 1938, Melodie: Adolf Lohmann (1935) 1938
- O Herr, in dunklen Tagen, Text: Georg Schröter 1951, Melodie: Adolf Lohmann 1951
- O Herr, mach mich zu einem Werkzeug deines Friedens, Text: Normandie um 1913 (früher Franz von Assisi zugeschrieben), Melodie: Rolf Schweizer 1962/1969
- O Herr, nimm unsre Schuld, Text und Melodie: Hans-Georg Lotz 1964
- O Herr, wenn du kommst, wird die Welt wieder neu, Text und Melodie: Helga Poppe (1979)
- O Herz des Königs aller Welt, Text: nach Paul Gerhardt 1656 nach Summi regis cor des Arnulf von Löwen vor 1250, Melodie: Matthäus Greiter 1525
- O hilf, Christe, Gottes Sohn, Michael Weiße, um 1542
- O höre, Herr, erhöre mich, Text: Georg Thurmair 1963, Melodie: Graz 1602
- O Jesu, all mein Leben bist du, Text: Köln 1853 nach Franz Xaver Ludwig Hartig 1830/1838, 2. Strophe: Georg Thurmair 1938, Melodie: Köln 1853 nach Franz Xaver Ludwig Hartig 1830/1838
- O Jesu Christ, meins Lebens Licht, Martin Behm, 1610, Melodie: „Nürnbergisches Gesangbuch“ 1676
- O Jesu Christe, wahres Licht, Text: Johann Heermann 1630, Melodie: „Nürnbergisches Gesangbuch“, 1676
- O König aller Ehren, Text: Martin Behm 1606, Melodie: Melchior Teschner 1613
- O komm, du Geist der Wahrheit, Text: Philipp Spitta (1827) 1833, Melodie: 16. Jahrhundert „Entlaubt ist uns der Walde“, geistlich Nürnberg um 1535
- O komm herab, du Heiliger Geist, Text: Veni sancte Spiritus, Übersetzung: Maria Luise Thurmair und Markus Jenny 1971, Melodie: Annete Böhme
- O komm, o komm, du Morgenstern, Text: Otmar Schulz 1975 nach dem englischen „O come, o come Emmanuel“ von John Mason Neale 1851/1861 und Henry Sloane 1916, Melodie: Frankreich 15. Jahrhundert, bei Thomas Helmore 1856
- O komm, o komm, Immanuel, Text: Köln 1852, Melodie: Christian Felix Ackens 1841
- O komm, o komm, Immanuel, Text: Münster 1810, Melodie: nach Düsseldorf 1836, Alternativmelodie: nach Ulenberg 1582
- O Lämmlein Gottes, Jesu Christ, Bartholomäus Helder, 1646, Melodie: Carl Philipp Emanuel Bach, 1784
- O Lamm Gottes, unschuldig, Text: Nikolaus Decius (1523) 1531, Melodie: „Christliche Kirchenordnung“ Erfurt 1542; Ökumenische Fassung 1973
- O Lebensbrünnlein tief und groß, Text: Johann Mühlmann 1618, Melodie: Görlitz 1587
- O Licht der wunderbaren Nacht, Text: Georg Thurmair 1963, Melodie: Mainz um 1390, Nürnberg 1523/1524
- O Liebe über alle Liebe, Benjamin Schmolck, 1672–1737
- O lieber Herre Jesu Christ, Text: Michael Weiße 1531 nach „Jesu, salvator optime“ des Jan Hus vor 1415, Melodie: 13. Jahrhundert / Jistebnitz um 1420
- O lieber Jesu, denk ich dein, Text: Jesu, dulcis memoria, Oxford 12. Jh., Übertragung: Friedrich Dörr (1969) 1975, Melodie: Antiphonale Romanum 1912
- O Maria, sei gegrüßt, Text: 1. Strophe: Philipp von Schönborn 1656, 2. und 3. Strophe: neu bearbeitet 1975, Melodie: bei Michael Weiße 1531
- O Mensch, bewein dein Sünde groß, Text: Sebald Heyden um 1530, Melodie: Matthäus Greiter 1525
- O selger Urgrund allen Seins, Text: nach Auctor beate saeculi 18. Jh., Übersetzung: Abtei Münsterschwarzach 1972, Melodie: Nikolaus Herman 1551
- O selige Nacht!, Text und Melodie: Christoph Bernhard Verspoell 1810
- O Sonn des Heiles, Jesus Christ, Text: nach dem Hymnus O sol salutis, Melodie: nach Leipzig 1625
- O Tod, wo ist dein Stachel nun, Text: Lüneburg 1657 nach Georg Weissel (vor 1635) 1644, Melodie: Mainz um 1390 / Nürnberg 1523/24
- O Traurigkeit, o Herzeleid, Text: Friedrich Spee 1628 sowie Johann Rist 1641, Melodie: Mainz / Würzburg 1628
- O Ursprung des Lebens, Christian Jakob Koitsch, 1671–1735
- O Welt, ich muss dich lassen, Text: Nürnberg um 1535, Melodie: 15. Jahrhundert, Heinrich Isaac „Innsbruck, ich muss dich lassen“ (um 1495) 1539, Geistlich 1505
- O Welt, sieh hier dein Leben, Text: Paul Gerhardt 1647, Melodie: „O Welt, ich muss dich lassen“
- Oculi nostri (Unsere Augen sehn stets auf den Herren), Text und Melodie: aus Taizé
- Öffne meine Augen, Text: Psalm 119, 18, Melodie und Kanon für 4 Stimmen: Friedemann Gottschick der Ältere 1983
- Ohr, das den Ruf vernahm, Text: Klemens Ullmann, Melodie: Peter Janssens 1974
- Ohren gabst du mir, Text: Paul Ernst Ruppel 1965, Melodie: Johannes Petzold 1972

### P
- Pange lingua (Preise, Zunge, das Geheimnis), Thomas von Aquin
- Pilger sind wir Menschen, Text: Diethard Zils, Melodie: Edward Elgar
- Preis dem Todesüberwinder, Text: Trier 1892 nach Friedrich Gottlieb Klopstock 1769, Melodie: nach Düsseldorf 1836
- Preis, Lob und Dank sei Gott dem Herren, Text: Petrus Herbert 1566, Melodie: Guillaume Franc 1543, und Loys Bourgeois 1551
- Preis und Ehre Gott dem Herren, Text: Maria Luise Thurmair (1962/1969/1971) nach dem Gloria, Melodie: Heinrich Rohr
- Preise, Zunge, das Geheimnis, Text: Thomas von Aquin 1263/64, Übersetzung: Liborius O. Lumma 2008, Melodie: nach Einsiedeln 12. Jh., Alternativmelodie: Sakrament der Liebe Gottes

### R
- Rausche unter uns, du Geist des Lebens, Julius Köbner
- Rett uns vom Tode, Vater du, Text: Robert Köck, Melodie: Martin Luther 1524
- Rise Up, O Church of God, Text: William P. Merrill 1911, Melodie: William H. Walter 1872
- Rosenkranzkönigin, Jungfrau voll Gnade, Text: Johann Baptist Tafrathshofer, Melodie: Michael Haller, Regensburg 1902
- Ruhet von des Tages Müh, Text und Kanon für 4 Stimmen: Martin Hesekiel 1931

### S
- Sagt an, wer ist doch diese, Text: nach Johannes Khuen 1638 / St. Gallen 1705 / Guido Maria Dreves 1885, Melodie: nach Joseph Clauder 1631 / bei Heinrich Meier 1647
- Sakrament der Liebe Gottes, Text: Friedrich Dörr 1970, nach Str. 5 und 6 des Pange lingua von Thomas von Aquin 1263/64, Melodie: nach Luxemburg 1768
- Salve! Maria, Königin, Mutter und Helferin, Text: Maria Luise Thurmair 1969 nach dem Salve-Regina-Lied im Rheinfelsischen Gesangbuch 1666, Melodie: Rheinfelsisches Gesangbuch, Augsburg 1666
- Sanctus, Kanon aus Taizé
- Sankt Benno, der um Recht und Treue, Text: Maria Luise Thurmair 1980, Melodie: Guillaume Franc 1543 / Loys Bourgeois 1551
- Sankt Johannes, hoch in Gnaden, Text: Sursum corda Paderborn 1874 / Friedrich Kienecker 1973, Melodie: Melchior Ludolf Herold 1808
- Sankt Joseph, Spross aus Davids Stamm, Text: 1973, Melodie: Erhard Quack 1940
- Sankt Martin, Sankt Martin, Text und Melodie: um 1900 im Rheinland
- Schaffe in mir, Gott, ein reines Herze, Text: Psalm 51, 12–13, Melodie: Johann Georg Winer 1648, und Cornelius Heinrich Dretzel 1731
- Schalom chaverim (Der Friede des Herrn geleite euch), Text und Kanon für 8 Stimmen: aus Israel
- Schaut die Mutter voller Schmerzen, nach Jacoponus, 1306
- Schaut, schaut, was ist für Wunder bar, Paul Gerhardt, 1607–1676, Melodie: Martin Luther 1539
- Schmücke dich, o liebe Seele, Text: Johann Franck 1646/1649/1653, Melodie: Johann Crüger 1649
- Schmückt das Fest mit Maien, Text: Benjamin Schmolck 1715, Melodie: bei Christian Friedrich Witt 1715
- Schönster Herr Jesu, Text: Münster 1677, und bei Heinrich August Hoffmann von Fallersleben 1842, 1. Melodie: Münster 1677, 2. Melodie: Glatz vor 1842
- Schon bricht des Tages Glanz hervor, Text: Jochen Klepper (1939) 1941 nach dem Hymnus „Iam lucis orto sidere“ aus dem 9. Jahrhundert, Melodie: Einsiedeln, 12. Jahrhundert
- Schwing dich auf, mein ganz Gemüte, Johann Friedrich Ruopp
- Seele, geh auf Golgatha, Benjamin Schmolck, 1672–1737
- Seele, mach dich eilig auf, Abraham Klesel, 1636–1702
- Segne dieses Kind, Text: Lothar Zenetti 1971, Melodie: Michael Schütz 1993
- Segne du, Maria, Text: Cordula Wöhler (1870) 1916, Melodie: Karl Kindsmüller 1916
- Segne, Herr, was deine Hand, Text: Mündlich überliefert, Kanon für 3 Stimmen: Paul Ernst Ruppel 1951
- Segne und behüte, Text: Johannes Goßner, 1825, Melodie: Johann Friedrich Francke, 1755
- Seht auf und erhebt eure Häupter, Text: Evangelium nach Lukas 21, 28, Melodie: Volker Ochs um 1980
- Seht, das Brot, das wir teilen, Text: Lothar Zenetti (1969) 1972, Melodie: Rolf Schweizer 1983
- Seht, die gute Zeit ist nah, Text und Ostinatoruf: Friedrich Walz 1972, Melodie: Weihnachtslied aus Mähren
- Seht hin, er ist allein im Garten, Text: Friedrich Walz 1971, Melodie: Götz Wiese 1986, und Guillaume Franc 1543
- Seht ihr unsern Stern dort stehen, Text: Diethard Zils (* 1935), Melodie: Frankreich 18. Jh.
- Sei behütet auf deinen Wegen, Text: Clemens Bittlinger 1994; Melodie: Clemens Bittlinger und Fabian Vogt 1994
- Sei fröhlih alles weit und breit (Osterlied) Text: Paul Gerhardt Melodie: Martin Luther (zum Lied Nun freut euch lieben Christen g'mein)
- Sei gegrüßet, o Libori, Text: Paderborn 1767 / Maria Luise Thurmair 1972, Melodie: Paderborn 1965
- Sei gegrüßt, du Gnadenreiche, Text: Georg Thurmair 1939, Melodie: Grüssauer Wallfahrtslied
- Sei gelobt, Herr Jesus Christ, Text: Georg Thurmair, Melodie: Erhard Quack 1944
- Sei gelobt und hochgepriesen, Text: nach Eulogius Schneider, Melodie: nach dem Würzburger Gesangbuch 1828
- Sei Lob und Ehr dem höchsten Gut, Text: Johann Jakob Schütz, „Christliches Gedenkbüchlein“, Frankfurt, 1675, Melodie 1: „Lobet den Herrn, ihr Heiden all“, Melchior Vulpius, 1609, Melodie 2: „Bis hierher hat mich Gott gebracht“, Melodie 3: Johann Crüger 1653 nach „Nun saget Dank und lobt den Herren“
- Sei mir tausendmal gegrüßet, Paul Gerhardt, 1607–1676
- Sei, Mutter der Barmherzigkeit, Text: Landshuter Gesangbuch 1777, Melodie: Johann Hermann Schein 1628, Alternativmelodie: Mir nach, spricht Christus
- Sei uns willkommen, Herre Christ, Text und Melodie Aachen 13./14. Jh.
- Seid nun fröhlich, jubilieret; Text und Melodie: Speyerer Gesangbuch 1599 (Neufassung 1973)
- Selig seid ihr, Text: Friedrich Karl Barth, Peter Horst 1979, Melodie: Peter Janssens 1979
- Selig sind, die da geistlich arm sind, Text: Evangelium nach Matthäus 5, 3–10, Melodie: Kiew 17. Jahrhundert
- Selig, wem Christus auf dem Weg begegnet, Text: Bernardin Schellenberger 1978/2011, Melodie: Paris 1681, Alternativmelodie: Dank sei dir, Vater
- Send deinen Geist, Herr Jesu Christ, Text: Friedrich Hüttemann 1939, Melodie: Ende 15. Jh.
- Shine, Jesus, Shine, Loblieb, Graham Kendrick, 1988 deutsch: Jesus, dein Licht (Text von Manfred Schmidt)
- Sende dein Licht und deine Wahrheit, Text: nach Psalm 43, 3–4, Kanon für 3 Stimmen: mündlich überliefert
- Sie hat sich nicht verschlossen, Text und Melodie: Susanne Brandt
- Sie ist mir lieb, die werte Magd, Martin Luther, 1535
- Sieh, dein Licht will kommen, text: Maria Luise Thurmair 1971, Melodie: Markus Jenny 1971
- Sieh, hier bin ich, Ehrenkönig, Joachim Neander, 1650–1680
- Sieh, Vater, von dem höchsten Throne, Text: Johann Philipp Neumann nach Franz Seraph von Kohlbrenner, Melodie: Norbert Hauner 1777, Neufassung Michael Haydn
- Singen wir heut mit einem Mund, Text: Michael Weiße 1531, bearbeitet von Otto Riethmüller 1932, Melodie: 7. Jahrhundert / Böhmische Brüder 1531
- Singen wir mit Fröhlichkeit, Text: nach Kirchenlied 1938, 2.–4. Strophe: nach Resonet in laudibus 14. Jh., Melodie: Seckau 1345 / Moosburg um 1365
- Singet, danket unserm Gott, Text: Kurt Rommel 1963, Melodie: Horst Weber 1963
- Singet dem Herrn ein neues Lied, Text: Psalm 98, 1–2 und Paulus Stein 1963, Melodie: Rolf Schweizer 1963
- Singet frisch und wohlgemut, Text: nach dem lateinischen „Resonet in laudibus“ 14. Jahrhundert, deutsch von Johann Geletzky 1566, Melodie: Wittenberg 1543
- Singet Lob unserm Gott, Text: Georg Thurmair 1940/1971, Melodie: Erhard Quack 1941
- Singt das Lied der Freude, der Freude über Gott, Text: Dieter Hechtenberg 1968, Melodie: Hartmut Bietz 1971
- Singt das Lied der Freude über Gott, Text und Melodie: Dieter Hechtenberg 1968
- Singt das Lob dem Osterlamme, Text: Wipo („von Burgund“) vor 1050 Victimae paschali laudes, Übersetzung: 1972, Melodie: 11. Jh.
- Singt dem Herrn, alle Völker und Rassen, Text: Hans Bernhard Meyer, Melodie: Peter Janssens
- Singt dem Herrn ein neues Lied. Lobsingt ihm allezeit, Text: nach Psalm 98, Melodie: Jacques Berthier 1981
- Singt dem Herrn ein neues Lied, niemand soll’s euch wehren, Text: Georg Alfred Kempf 1941, Melodie: Adolf Lohmann 1952
- Singt dem König Freudenpsalmen, Ernst Kutzer 1918
- Singt, singt dem Herren neue Lieder, Text: Matthias Jorissen 1798, Melodie: Guillaume Franc 1543, und Loys Bourgeois 1551
- Siyahamba (Wir geh'n weiter auf dem Weg mit Gott / We are marching) Text und Melodie aus Südafrika
- So führst du doch recht selig, Herr, die Deinen, Gottfried Arnold, 1666–1714
- So jemand spricht: Ich liebe Gott, Text: Christian Fürchtegott Gellert 1757, Melodie: Bartholomäus Gesius 1605, und Johann Hermann Schein 1628
- So nimm denn meine Hände, Text: Julie Hausmann 1862, Melodie: Friedrich Silcher 1842
- So sehr hat Gott die Welt geliebt, Text: nach Johannes 3,16, Melodie: Jörg Stephan Vogel 1981
- So wahr ich lebe, spricht dein Gott, Text: Johann Heermann 1630, Melodie: Tischsegen des Mönch von Salzburg vor 1396 / Böhmische Brüder 1531 / Martin Luther 1539
- Solang es Menschen gibt auf Erden, Text: Dieter Trautwein 1966/1972 nach dem niederländischen „Zolang er mensen zijn op aarde“ von Huub Oosterhuis (1958) 1960, Melodie: Tera de Marez Oyens 1960
- Sollt ich meinem Gott nicht singen?, Text: Paul Gerhardt 1653, Melodie: Johann Schop, 1641
- Sonne der Gerechtigkeit, Text: Christian David (1728) 1741, Christian Gottlob Barth 1827, und Johann Christian Nehring 1704, neu gestaltet von Otto Riethmüller 1932, Melodie: Böhmen 1467 / Nürnberg 1556 / Böhmische Brüder 1566; Ökumenische Fassung 1973
- Spuren im Sand, Text: Margaret Fishback Powers (1964), Melodie: Siegfried Fietz
- Steht auf, ihr lieben Kinderlein, Text: Erasmus Alber (vor 1553) um 1556, Melodie: 15. Jahrhundert
- Stern, auf den ich schaue, Adolf Krummacher, 1857, Melodie: Mina Koch, (1887) 1897
- Stern über Bethlehem, Text und Melodie: Alfred Hans Zoller 1963
- Stille Nacht, heilige Nacht, Text: Joseph Mohr (1818) 1838, Melodie: Franz Xaver Gruber (1818) 1838
- Stimme, die Stein zerbricht, Text: Jürgen Henkys (1978) 1990 nach dem schwedischen Röst genom sten och järn von Anders Frostenson, Melodie: Trond Kverno 1974
- Stimmt mit ein, Text: Heinz Gerlach 1980, Melodie: aus Israel
- Strahlen brechen viele, Text: Dieter Trautwein 1976 nach dem schwedischen „Lågorna är många, ljuset är ett“ von Andreas Frostenson (1972) 1974, Melodie: Olle Widestrand 1974
- Such, wer da will, ein ander Ziel, Text: Georg Weissel 1623, Melodie: Johann Stobäus 1613
- Suchen und fragen, Text: Michel Scouarnec (* 1934) Aube nouvelle dans notre nuit, Übers.: Diethard Zils (* 1935), Melodie: Jo Akepsimas (* 1940)
- Suchet zuerst Gottes Reich in dieser Welt, Text: Mündlich überliefert nach dem englischen „Seek ye first the Kingdom of the Lord“, sowie Gerhard Hopfer 1975, Melodie: aus den USA 20. Jahrhundert

### T
- Tag an Glanz und Freuden groß, Text: nach Dies est laetitiae um 1320, Übersetzung: Maria Luise Thurmair 1969, Melodie: Medingen bei Lüneburg um 1320 / Hohenfurt 1410
- Tanzen, ja tanzen wollen wir, Text: Lothar Zenetti, Melodie: Norbert Caspers 1988
- Tauet, Himmel, den Gerechten, Text: nach Wien 1774, Melodie: ortsüblich
- Tief im Schoß meiner Mutter gewoben, Text: Jürgen Henkys (1997) 1999 nach Sytze de Vriès In de schoot van mijn moeder geweven 1995 nach Psalm 139, Melodie: Willem Vogel
- Tochter Zion, freue dich, Text: Friedrich Heinrich Ranke (um 1820) 1826, Melodie: Georg Friedrich Händel 1747
- Tod und Vergehen waltet in allem, Text: Polykarp Uehlein 1978, Melodie: Franz Forsthuber
- Tragt in die Welt nun ein Licht, Text und Melodie: Wolfgang Longardt 1972
- Treuer Wächter Israel’ , Text: Johann Heermann 1630, Melodie: 15. Jahrhundert „In natali domini“ / Böhmische Brüder 1544 / Frankfurt am Main 1589 „Da Christus geboren war“
- Tritt her, o Seel, und dank dem Herrn, Johann Scheffler, 1624–1677
- Triumph, der Tod ist überwunden!, Text: Oppeln 1827, Melodie: Joseph Franz Wolf
- „Tröstet, tröstet“, spricht der Herr, Text: Waldemar Rode 1938, Melodie: Hans Friedrich Micheelsen 1938
- Tu auf, tu auf, du schönes Blut, Text: Friedrich Spee 1628, Melodie: Köln 1638
- Tut mir auf die schöne Pforte, Text: Benjamin Schmolck 1734, Melodie: Joachim Neander 1680

### U
- Um Himmels willen, gebt die Erde nicht preis, Text und Kanon für 4 Stimmen: Siegfried Macht 1984
- Und suchst du meine Sünde, Text: Schalom Ben-Chorin (um 1950) 1966, Melodie: Kurt Bossler 1967
- Unfriede herrscht auf der Erde, Text (Übersetzung aus dem Polnischen: Diethard Zils) und Melodie: Zofia Jasnota 1969
- Uns ist ein Kind geboren, Melodie: Franz Alfred Muth 1890
- Uns wird erzählt von Jesus Christ, Text und Melodie: Kurt Rommel 1967
- Unser Gott hört den, der zu ihm rufet, Text: Psalm 91, Melodie: Joseph Gelineau 1953
- Unser Leben sei ein Fest, Text: Josef Metternich 1972, und Kurt Rose 1981, Melodie: Peter Janssens 1972
- Unsere Augen sehn stets auf den Herren (Oculi nostri ad Dominum Deum), aus Taizé
- Unsern Ausgang segne Gott, Text: Hartmann Schenck (1674) 1680, Melodie: Johann Rudolf Ahle 1664
- Unter dem Kreuze, dran der Herr gehangen, Text: Maria Luise Thurmair 1940, Melodie: Johann Crüger 1640
- Unumschränkte Liebe, gönne blöden Augen, Johann Jakob Rambach, 1693–1735

### V
- Valet will ich dir geben, Text: Valerius Herberger 1614, Melodie: Melchior Teschner 1614
- Vater im Himmel, höre unser Klagen, Text: Peter Gerloff, Melodie: Johann Crüger 1640
- Vater unser im Himmel, Text: Gerhard Röckle 1977, Kanon für 3 Stimmen: Terrye Coelho 1972
- Vater unser im Himmelreich, Text: Martin Luther 1539, Melodie: Tischsegen des Mönch von Salzburg vor 1396 / Böhmische Brüder 1531 / Martin Luther 1539
- Vater unser in dem Himmel, Text: Vater unser, Melodie: Frankfurt am Main 1567
- Vater unser, Vater im Himmel, Textgestaltung nach dem Vater unser: Ernst Arfken 1958, Melodie: nach einem westindischen Calypso
- Vater von dem Himmelsthron, Text: Heinrich Bone 1847, Melodie: Albert Gereon Stein 1852
- Veni Creator Spiritus, Text zumeist Hrabanus Maurus zugeschrieben, viele Vertonungen.
- Vergiss nicht, zu danken dem ewigen Herrn, Text: Heino Tangermann (1965) 1967, Melodie: Paul Ongman nach einem norwegischen Lied
- Verklärter Leib, o sei gegrüßt, Text: Sursum corda Paderborn 1874, Melodie: Ferdinand Wacker 1874
- Verleih uns Frieden gnädiglich, Text und Melodie: Martin Luther nach dem Antiphon „Da pacem, Domine“ 9. Jahrhundert, Ökumenische Fassung 1973
- Vertrauen wagen dürfen wir getrost, Text und Melodie: Fritz Baltruweit 1983
- Vertraut den neuen Wegen, Text: Klaus-Peter Hertzsch 1989, Melodie: 16. Jahrhundert / Nürnberg um 1535 / Böhmische Brüder 1544, bei Otto Riethmüller 1932
- Verzage nicht, du Häuflein klein, Text: Jakob Fabricius 1632, Melodie: um 1504; geistlich 1530, Nürnberg 1534
- Volk Gottes, zünde Lichter an, Text: Peter Gerloff, Melodie: nach Nürnberg 1676/1854
- Voller Freude über dieses Wunder, Text: Jürgen Henkys 1982 nach dem norwegischen „Fylt av Glede over livets Under“ von Svein Ellingsen (1971) 1973, Melodie: Egil Hovland 1977
- Vom Aufgang der Sonne, Text: Psalm 113, 3, Kanon für 4 Stimmen: Paul Ernst Ruppel 1938
- Vom Himmel hoch, da komm ich her, Text: Martin Luther, 1535, Melodie: Martin Luther 1539
- Vom Himmel kam der Engel Schar, Text: Martin Luther 1543, Melodie: Puer nobis nascitur, aus „Geistliche Lieder“, Wittenberg 1543
- Vom Tode heut erstanden ist, Text: nach Surrexit Christus hodie Engelberg 1372, 2.–4. Strophe: Silja Walter 1968, Melodie: 14. Jh. /Böhmische Brüder 1501 / bei Michael Weiße 1531
- Von Gott bist du so hoch geehrt, Text: Münchener Kantorale, Melodie: 1947 nach Michael Vehe 1537 und Innsbruck 1588
- Von Gott will ich nicht lassen, Text: Ludwig Helmbold 1563, Melodie: Lyon 1557 / Erfurt 1563
- Von guten Mächten treu und still umgeben, Text: Dietrich Bonhoeffer (1944) 1945/1951, Melodie 1: Otto Abel 1959; Melodie 2: Siegfried Fietz 1970
- Vor deinen Thron tret ich hiermit, Text: Bode von Hodenberg 1646, Melodie: Johann Baptista Serranus 1567

### W
- Wach auf, du Geist der ersten Zeugen, Text: Karl Heinrich von Bogatzky 1750, Melodie: Hamburg 1690 / Halle (Saale) 1704
- Wach auf, mein Herz, die Nacht ist hin, Text: Lorenz Lorenzen 1700, Melodie: Johann Crüger 1653
- Wach auf, mein Herz, und singe, Text: Paul Gerhardt 1647, Melodie: bei Nikolaus Selnecker 1587
- Wach auf, wach auf, du deutsches Land, Text und Melodie: Johann Walter 1561
- Wach auf, wach auf, ’s ist höchste Zeit, Text: Ambrosius Blarer 1561, Melodie: Melchior Vulpius 1609
- Wahrer Gott, wir glauben dir, Text und Melodie: Christoph Bernhard Verspoell 1810
- Wachet auf, ruft uns die Stimme, Text und Melodie: Philipp Nicolai 1599
- Warum sollt ich mich denn grämen, Text: Paul Gerhardt 1653, Melodie: Johann Georg Ebeling 1666
- Warum willst du draußen stehen, Paul Gerhardt, 1607–1676
- Was fürchtst du, Feind Herodes, sehr, Martin Luther 1524 nach „Hostis Herodes impie“
- Was Gott tut, das ist wohlgetan, Text: Samuel Rodigast 1675, Melodie: Severus Gastorius (1675) 1679
- Was immer betend ihr erfleht, Text: Robert Köck, Melodie: Mainz um 1390, Nürnberg 1523/24
- Was kann ich doch für Dank, David Denicke, Melodie: „Neuvermehrtes Gesangbuch“, Meiningen 1693
- Was mein Gott will, gescheh allzeit, Text: Albrecht von Preußen, (1547) um 1554 (Strophe 1 bis 3), Nürnberg um 1555 (Strophe 4), Melodie: Claudin de Sermisy, 1529
- Was uns die Erde Gutes spendet, Text: Friedrich Dörr (1971), Melodie: Guillaume Franc (1543)
- Was willst du dich betrüben, Johann Heermann, 1630
- We shall overcome, Text und Melodie: Zilphia Horton, Frank Hamilton, Guy Carawan und Pete Seeger 1963 nach „I’ll overcome“ von Charles Albert Tindley 1960
- Weicht, ihr Berge, fallt, ihr Hügel, Philipp Friedrich Hiller, 1699–1769
- Weil Gott in tiefster Nacht erschienen, Text und Melodie: Dieter Trautwein 1963
- Weil ich Jesu Schäflein bin, Text: Luise von Hayn, Melodie: Brüdergemeine, 1784
- Weiß ich den Weg auch nicht, Text: Hedwig von Redern 1901, Melodie: John Bacchus Dykes 1868
- Weißt du, wieviel Sternlein stehen, Text: Wilhelm Hey 1837, Melodie: Volkslied um 1809
- Welch ein Freund ist unser Jesus, Joseph Medlicott Scriven, 1820–1886, Melodie: Charles Crozat Converse, 1832–1918
- Wenn das Brot, das wir teilen, Text: Claus-Peter März 1981, Melodie: Kurt Grahl 1981
- Wenn der Herr einst die Gefangnen, Text: Samuel Gottlieb Bürde 1787, Melodie: Loys Bourgeois 1551
- Wenn ich, o Schöpfer, deine Macht, Text: Christian Fürchtegott Gellert 1757, Melodie: Peter Sohren 1668
- Wenn mein Stündlein vorhanden ist, Text: Nikolaus Herman 1562 und Köln 1574, Melodie: Frankfurt am Main 1569 / Tübingen 1591
- Wenn meine Sünd’ mich kränken, Text: Justus Gesenius 1646, Melodie: Leipzig 1545
- Wenn wir das Leben teilen, Text: Hans Florenz, Melodie: Michel Wackenheim
- Wenn wir in höchsten Nöten sein, Text: Paul Eber 1566 nach „Tenebris nostrae“ von Joachim Camerarius um 1546, Melodie: Johann Baptista Serranus 1567
- Wenn wir in Wassersnöten sein, siehe Neufassung: Herr, wenn das Wasser uns bedroht
- Wenn wir jetzt weitergehen, Text und Melodie: Kurt Rommel 1967
- Wenn wir unsre Gaben bringen, Text und Melodie: Kathi Schimmer-Salzeder
- Wer ist wohl wie du, Johann Anastasius Freylinghausen, 1670–1739
- Wer leben will wie Gott auf dieser Erde, Text: Wie als en god will leven Huub Osterhuis 1965, Übersetzung: Johannes Bergsma 1969, Melodie: Flämische Melodie bei Charles Edmond Henri de Coussemaker 1856
- Wer nur den lieben Gott lässt walten, Text und Melodie: Georg Neumark (1641) 1657
- Wer unterm Schutz des Höchsten steht, Text: 1975 nach Psalm 91, Melodie: nach Michael Vehe 1537
- Wer weiß, wie nahe mir mein Ende, Text: Aemilie Juliane von Schwarzburg-Rudolstadt (1686) 1688, Melodie: bei Georg Österreicher 1623 und bei Franz Vollrath Buttstedt 1774
- Wer wohnt unterm Schirm des Höchsten, Text und Melodie: Joseph Gelineau 1953
- Werde munter, mein Gemüte, Text: Johann Rist 1642, Melodie: Johann Schop 1642 / Böhmische Brüder 1661
- Wie der Hirsch lechzt nach frischem Wasser, Text: Dieter Trautwein 1983, Melodie: Volker Ochs 1984
- Wie freue ich der Botschaft mich, Text: nach Psalm 121, Melodie: Sursum corda, Paderborn 1874
- Wie herrlich gibst du, Herr, dich zu erkennen, Text: Wilhelm Vischer 1944, Melodie: Guillaume Franc 1542 / Loys Bourgeois 1551
- Wie lieblich ist der Maien, Text: Martin Behm (1604) 1606, Melodie: Johann Steurlein 1575
- Wie lieblich schön, Herr Zebaoth, Text: Matthias Jorissen 1798, Melodie: Pierre Davantès 1562
- Wie mit grimmgem Unverstand, Text: nach Johannes Daniel Falk 1816, 1819, Melodie: Carl Loewe 1829
- Wie schön leuchtet der Morgenstern, Text und Melodie: Philipp Nicolai 1599
- Wie soll ich dich empfangen, Text: Paul Gerhardt 1653, Melodie: Johann Crüger 1653
- Wir, an Babels fremden Ufern, Text: aus Lettland nach Psalm 137, Übersetzung: Diethard Zils, Melodie: aus Lettland
- Wir beten an dich wahres Engelbrot, Landshut 1777, Text nach Franz Seraph von Kohlbrenner, Melodie Norbert Hauner
- Wir bringen, Gott, dies Kind zu dir, Text: Fritz Woike 1950, Melodie: Gochsheim/Redwitz 1628 / Görlitz 1648
- Wir danken dir, Herr, insgemein, Peter von Hagen, 1569–1620
- Wir danken dir, Herr Jesu Christ, dass du für uns gestorben bis, Text: Christoph Fischer 1597, Melodie: Nikolaus Herman 1551
- Wir danken dir, Herr Jesu Christ, dass du gen Himmel g’fahren bist, Text: bei Michael Praetorius 1607, Melodie: bei Bartholomäus Gesius 1601
- Wir danken dir, Herr Jesu Christ, dass du unser Gast gewesen bist, Text: Albert Knapp 1837, Melodie: bei Johannes Eccard 1597 / Königsberg 1602 / Leipzig 1625
- Wir danken dir, Herr Jesu Christ, dass du vom Tod erstanden bist, Text: Nikolaus Herman 1560 und Thomas Hartmann 1604, Melodie: Nikolaus Herman 1650
- Wir danken Gott für seine Gaben, Text: Erasmus Alber 1537, Melodie: Pierre Davantès 1562
- Wir glauben all an einen Gott, Text: Martin Luther 1524 nach einer lateinischen und deutschen Strophe, Melodie: 15. Jahrhundert / Wittenberg 1524
- Wir glauben all an einen Gott, Tobias Clausnitzer, 1668, Melodie: aus dem „Kirchengesangbuch“, Darmstadt 1699
- Wir glauben an den einen Gott, Text: Das Nizänische Glaubensbekenntnis, Melodie: Heinrich Kahlefeld nach Credo III 1972
- Wir glauben an Gott Vater, Text: 1970 nach dem Das Nizänischen Glaubensbekenntnis, Melodie: 15. Jahrhundert / Wittenberg 1524
- Wir glauben Gott im höchsten Thron, Text: Rudolf Alexander Schröder 1937, Melodie: Christian Lahusen (vor 1945) 1948
- Wir grüßen dich, o Jesuskind, Maria Luise Thurmair, 1959 Melodie: Bertold Hummel, 1960
- Wir kommen daher aus dem Morgenland, Text: Maria Ferschl, Melodie: Heinrich Rohr 1954
- Wir pflügen und wir streuen, Text: nach Matthias Claudius 1783, Melodie: Hannover 1800
- Wir preisen deinen Tod, Text: Christine Gaud, Übersetzung: Diethard Zils, Melodie: Michel Ambroise Wackenheim, Kanon für 2 Stimmen
- Wir rühmen dich, König der Herrlichkeit, Text: Albert Höfer (1961), Melodie: Mainz (1605)
- Wir sagen dir Dank für Speise und Trank, Kanon für 4 Stimmen von Lothar Graap 1990
- Wir sagen euch an den lieben Advent, Text: Maria Ferschl 1954, Melodie: Heinrich Rohr 1954
- Wir sind nur Gast auf Erden, Text: Georg Thurmair 1935, Melodie: Adolf Lohmann 1935
- Wir sind zum Mahl geladen, Text: Kurt Rommel 1967, Melodie: Johann Crüger 1653
- Wir singen dir, Immanuel, Text: Paul Gerhardt 1653, 1. Melodie: Martin Luther 1524, 2. Melodie:Nikolaus Herman, 1560
- Wir warten dein, o Gottes Sohn, Text: Philipp Friedrich Hiller 1767, Melodie: Severus Gastorius (1675) 1679
- Wir weihn der Erde Gaben dir, Text: Petronia Steiner (1945/1993), Melodie: vor 1526/Michael Töpler (1832)
- Wir wollen alle fröhlich sein, Text: Kloster Medingen um 1380 und Cyriakus Spangenberg 1568 nach „Resurrexit dominus“ 14. Jahrhundert, Melodie: Hohenfurt 1410 / Böhmische Brüder 1544 / Wittenberg 1573
- Wir wollen fröhlich singen, Text: Theo Schmid 1957, Melodie: Erich Gruber 1953 nach Valentin Triller 1555
- Wir wollen singn ein’ Lobgesang, Text: Nikolaus Herman 1560 nach „Aeterno gratias patri“ von Philipp Melanchthon 1539, Melodie: Bartholomäus Gesius 1603
- Wir wolln uns gerne wagen, Text: Nikolaus Graf von Zinzendorf 1733/36, 1. Melodie: Gustav Pezold 1911, 2. Melodie: Manfred Schlenker 1986
- Wir wünschen Frieden euch allen (Hevenu schalom alejchem), Text und Melodie: aus Israel
- Wir ziehen vor die Tore der Stadt, Text: Gottfried Schille (1971), Melodie: Manfred Schlenker (1971)
- Wisst ihr noch, wie es geschehen, Text: Hermann Claudius 1939, Melodie: Christian Lahusen 1939
- Wo die Güte und die Liebe wohnt, Text und Melodie: Ubi caritas et amor 8. Jh., Übersetzung: Innsbruck (1941) 1946
- Wo ein Mensch Vertrauen gibt, Text: Hans-Jürgen Netz 1975, Melodie: Fritz Baltruweit 1977
- Wo findet die Seele die Heimat, die Ruh, Text: Franz Ludwig Jörgens 1827, Melodie: nach Henry Rowley Bishop 1823
- Wo Gott, der Herr, nicht bei uns hält, Text: Justus Jonas und Martin Luther 1524, Melodie: Wittenberg 1529
- Wo Menschen sich vergessen, Text: Thomas Laubach 1989, Melodie: Christoph Lehmann 1989
- Wo zwei oder drei in meinem Namen versammelt sind, Text: Matthäus 18, 20, Kanon für 2 Stimmen: Jesus-Bruderschaft Gnadenthal 1972
- Wohin soll ich mich wenden, Text: Johann Philipp Neumann vor 1827, Melodie: Franz Schubert 1827 (Deutsche Messe – D872)
- Wohl denen, die da wandeln, Text: Cornelius Becker 1602, Melodie: Heinrich Schütz 1661
- Wohlauf, die ihr hungrig seid, Text: Petrus Herbert 1566, Melodie: Böhmische Brüder 1561 (nach einem tschechischen Lied von 1561)
- Womit soll ich dich wohl loben, Ludwig Andreas Gotter, 1661–1735
- Wort des Vaters, Licht der Heiden, Text: Sursum corda Paderborn 1874, Melodie: Paderborn 1849
- Wunderanfang, herrlichs Ende, Heinrich Arnold Stockfleth, 1643–1708
- Wunderbarer Gnadenthron, Text: Johannes Olearius 1665, Melodie: 15. Jahrhundert „In natali domini“/Böhmische Brüder 1544
- Wunderbarer König, Herrscher von uns allen, Text und Melodie: Joachim Neander 1680
- Wunderschön prächtige, Text: Laurentius von Schnüffis 1692, Melodie: Einsiedeln 1773

### Z
- Zeige uns den Weg, Text und Melodie: Richard Strauß-König (* 1930)
- Zeige uns, Herr, deine Allmacht und Güte, Text: Raymund Weber 1982, Melodie: bei Johann Anastasius Freylinghausen 1708
- Zieh an die Macht, du Arm des Herrn, Text: Friedrich Oser 1865, Melodie: Melchior Vulpius 1609
- Zieh, Ehrenkönig, bei mir ein, Text: 1735 (?), Melodie: Nikolaus Herman 1554
- Zieh ein zu deinen Toren, Text: Paul Gerhardt 1653, Melodie: Johann Crüger 1653
- Zieht in Frieden eure Pfade, Text: Gustav Knak 1843, Melodie: Philipp Nicolai 1599
- Zu dir in schwerem Leid komm ich, Text: Heinrich Bone 1851, Melodie: Köln 1638
- Zu Bethlehem geboren, Text: Friedrich Spee von Langenfeld 1637, Melodie: Paris 1599
- Zu dir, o Gott, erheben wir, Text: EGB [1972] 1975 nach Heinrich Bone, Melodie: nach Caspar Ulenberg 1582
- Zu dir schick ich mein Gebet, Text: nach Heinrich Bone 1851, Melodie: Sursum corda Paderborn 1874
- Zu Ostern in Jerusalem, da ist etwas geschehn, Text: Arnim Juhre 1968, Melodie: Karl-Wolfgang Wiesenthal 1968
- Zum Mahl des Lammes schreiten wir, Text: nach Ad cenam Agni providi, 5. – 6. Jh., Übers.: Abtei Münsterschwarzach 1972, Melodie: nach Hamburg 1690
- Zwischen Jericho und Jerusalem, Text und Melodie: Martin Gotthard Schneider 1961